# Geschichte von Bukarest

Stadtwappen

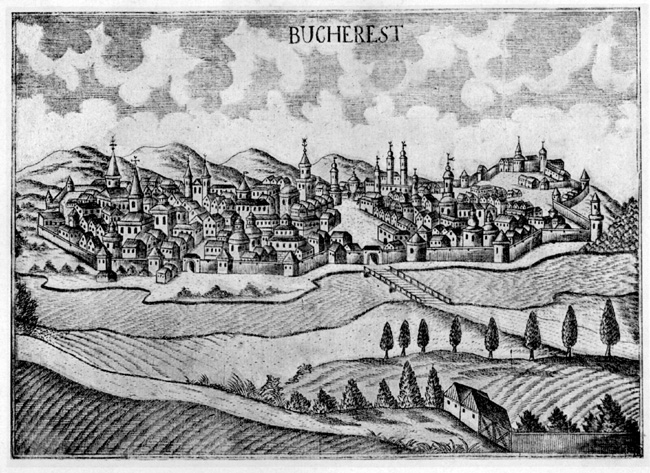
Bukarest im 18. Jahrhundert

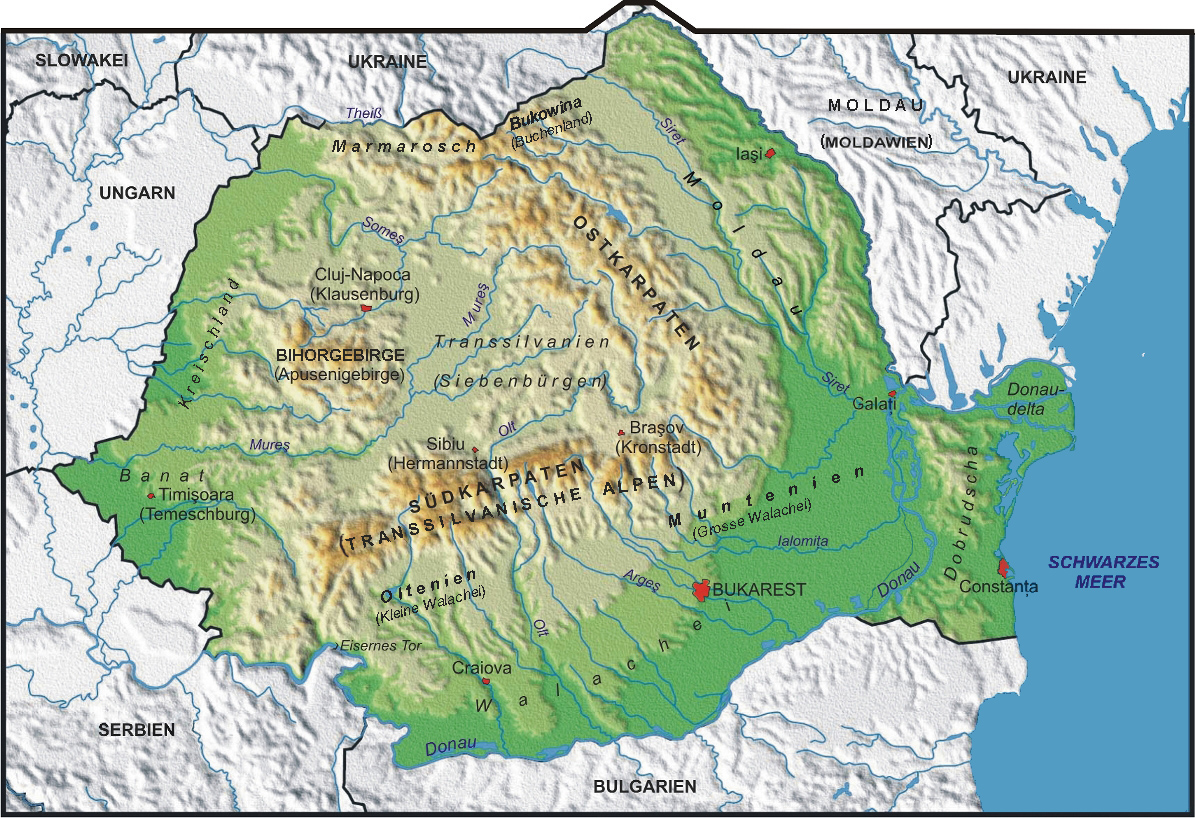
Lage der Stadt Bukarest

Die Geschichte der Stadt Bukarest einschließlich der Besiedlung des stadtnahen Gebietes um die Flüsse Colentina und Dâmbovița reicht über 2000 Jahre zurück. Seit dieser Zeit entwickelte sich der Ort zur heutigen Millionenstadt und Hauptstadt Rumäniens. Bukarest selbst wurde 1459 erstmals urkundlich erwähnt.
Die Stadt löste in der zweiten Hälfte des 17. Jahrhunderts endgültig Târgoviște als Residenz der Fürsten der Walachei ab. In der Folge entwickelte sie sich, trotz einer Reihe von Naturkatastrophen, Epidemien und Feuersbrünsten zu einem bedeutenden Wirtschaftszentrum. Nach der Entstehung des rumänischen Staates wurde Bukarest 1862 dessen Hauptstadt.
Während der Türkenkriege, des Ersten und Zweiten Weltkrieges erlebte Bukarest immer wieder Besetzungen durch fremde Truppen.
In der Amtszeit des rumänischen Diktators Nicolae Ceaușescu begann eine neue Phase der Stadtentwicklung, die sich durch einen radikalen Umbau der Innenstadt zu Lasten der historischen Stadtviertel auszeichnete. Nach der Rumänischen Revolution orientierte man sich städtebaulich an den Standards westeuropäischer Metropolen.

## Anfänge, vorstädtische Periode

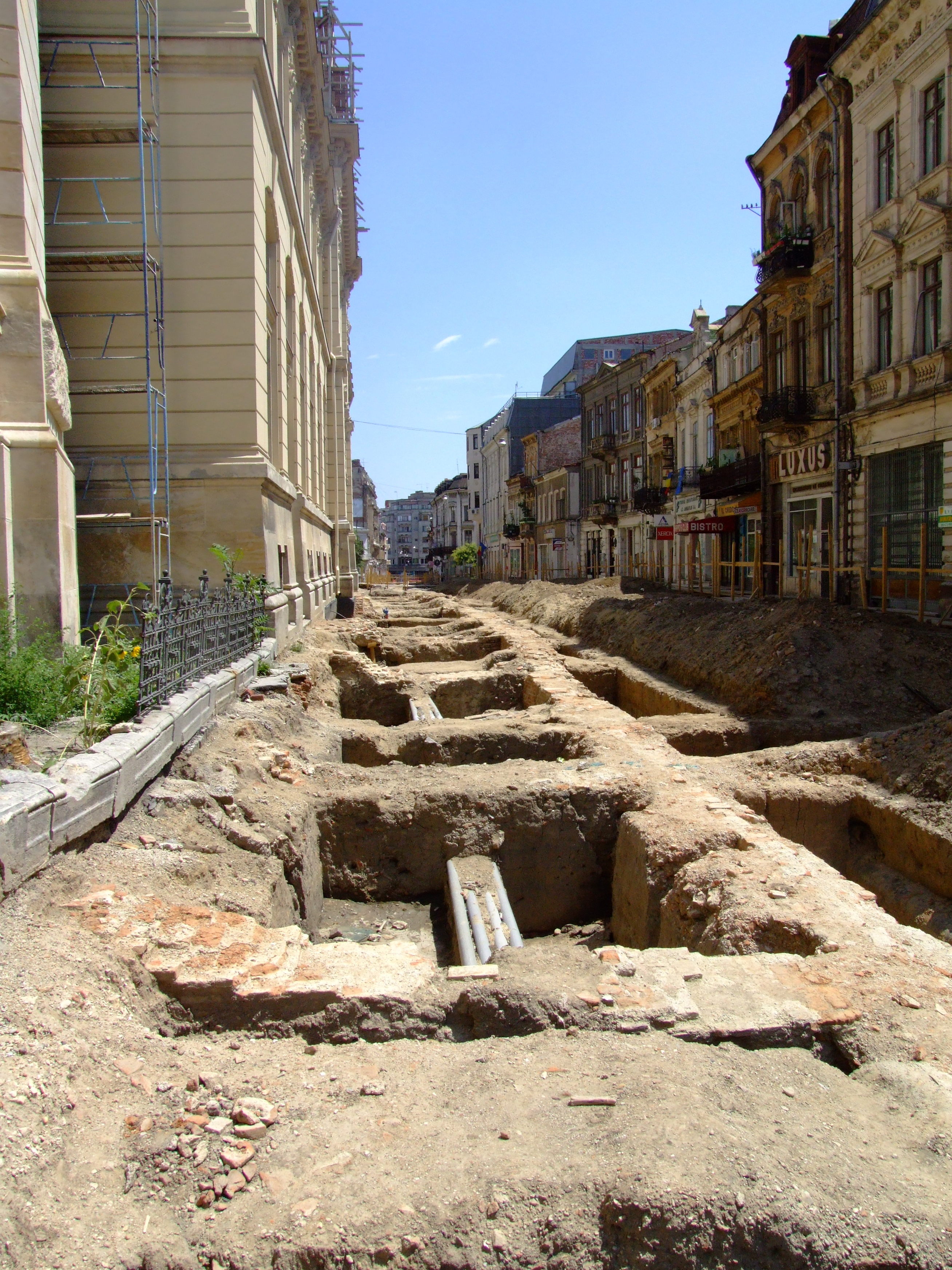
Grabungen nahe dem Muzeul Național de Istorie a României, 2007

### Herleitung des Namens
Einer Legende nach wurde Bukarest von einem Hirten namens Bucur gegründet. Bucurie bezeichnet im Rumänischen glückhafte Freude, daher bedeutet Bucur esti ‚Du bist froh‘. Eine weitere Erzählung berichtet von dem Getenkönig Dromichaetes, der die Stadt errichtet haben soll.

### Älteste Funde
Archäologische Grabungen an den Ufern der Dâmbovița und Colentina förderten Fundstücke aus dem Paläolithikum, dem Neolithikum und der Bronzezeit zu Tage. Spuren des Paläolithikum entdeckte man an der heutigen Strada Ziduri intre Vii, am Herăstrău-See, in Bucureștii Noi, auf dem Hügel der Kirche Radu Vodă und den Hügeln neben dem Kloster Mihai Vodă. In Dudeşti, Mihai Vodă und am Tei-See fand man Reste aus dem Neolithikum. Die Fundstücke aus der Bronzezeit erstrecken sich von 1800 v. Chr. bis 700 v. Chr. Archäologen erforschten speziell die Glina-Siedlungen bei Fundeni und Crivăţ.
Etwa seit dem 5. Jahrhundert v. Chr. wurde das Gebiet um das spätere Bukarest von den Geten und Dakern besiedelt. Eine städtische Entwicklung setzte aber weder unter ihnen noch in römischer und byzantinischer Zeit ein. Trotz einiger Fundstücke aus römischer Zeit am Tei-See und im Stadtteil Giuleşti konnte ein römisches Militärlager auf dem Gebiet des heutigen Bukarest nicht überzeugend nachgewiesen werden.

## Erste Siedlungshinweise, Aufstieg zur Residenzstadt

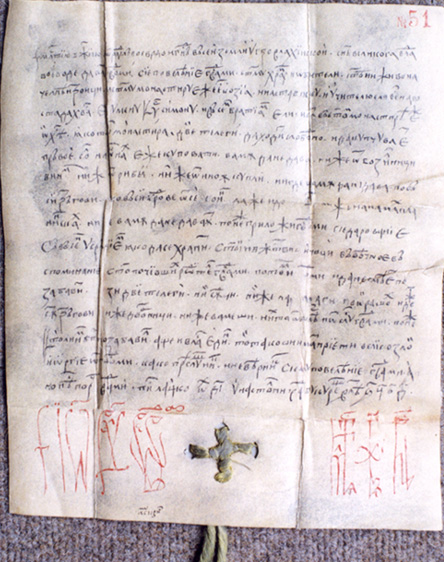
Urkunde von Fürst Radu vom 14. Oktober 1465 (Faksimile)

Wahrscheinlich in der zweiten Hälfte des 13. Jahrhunderts begann die Entwicklung einer Siedlung auf dem heutigen Bukarester Gebiet. Die politische Einigung der Walachei unter Fürst Basarab I. (ca. 1310–1352) schuf die Voraussetzung für die Entwicklung einer Residenzstadt. Es gibt jedoch aus der Zeit Basarabs und seines Nachfolgers Nicolae Alexandru keinerlei Erwähnungen Bukarests. Erste Hinweise auf Befestigungen stammen aus den Jahren 1368 und 1396/97. In mehreren Quellen wird eine Festung Dîmboviţa genannt, die sich vermutlich auf dem Gebiet des späteren Bukarest befand. Nach 1400 lässt sich eine Handwerkersiedlung mit Schmiede, Töpferei und Gerberei nachweisen.
Die erste urkundliche Erwähnung des Ortes stammt vom 20. September 1459. Sie wurde durch die Unterschrift von Vlad Țepeș bezeugt (seine Person diente als Vorlage für Bram Stokers Dracula).
In der zweiten Hälfte des 15. Jahrhunderts entwickelte sich Bukarest zum Curtea (Fürstensitz) der Walachei. Nach Vlad Țepeș weilte sein Bruder Fürst Radu der Schöne ebenfalls in Bukarest. Zu seiner Zeit wurden nachweislich 18 Urkunden in Bukarest abgefasst. In einer Urkunde vom 14. Oktober 1465 bezeichnete Radu Bukarest erstmals als Fürstensitz. Der ungarische König Matthias Corvinus bewertete in einem Schreiben an Papst Sixtus IV. dreizehn Jahre später Bukarest als „die stärkste Festung der Walachei, die sowohl künstlich als auch von Natur aus befestigt ist“.
Nach Curtea de Argeș war Bukarest bis 1659 abwechselnd mit Târgoviște Residenzstadt des Fürstentums Walachei. Die Stadt erlangte ihre Bedeutung als fürstliches Macht- und Handelszentrum, das in einem Verdichtungsraum von Siedlungen lag. Zwischen 1459 und 1625 entstanden allein 41 Siedlungen auf dem Gebiet des heutigen Bukarest. Der Hauptmarkt entstand um die Lipscani-Straße.

## Phase osmanischer Tributherrschaft (Ende 14.–17. Jahrhundert)

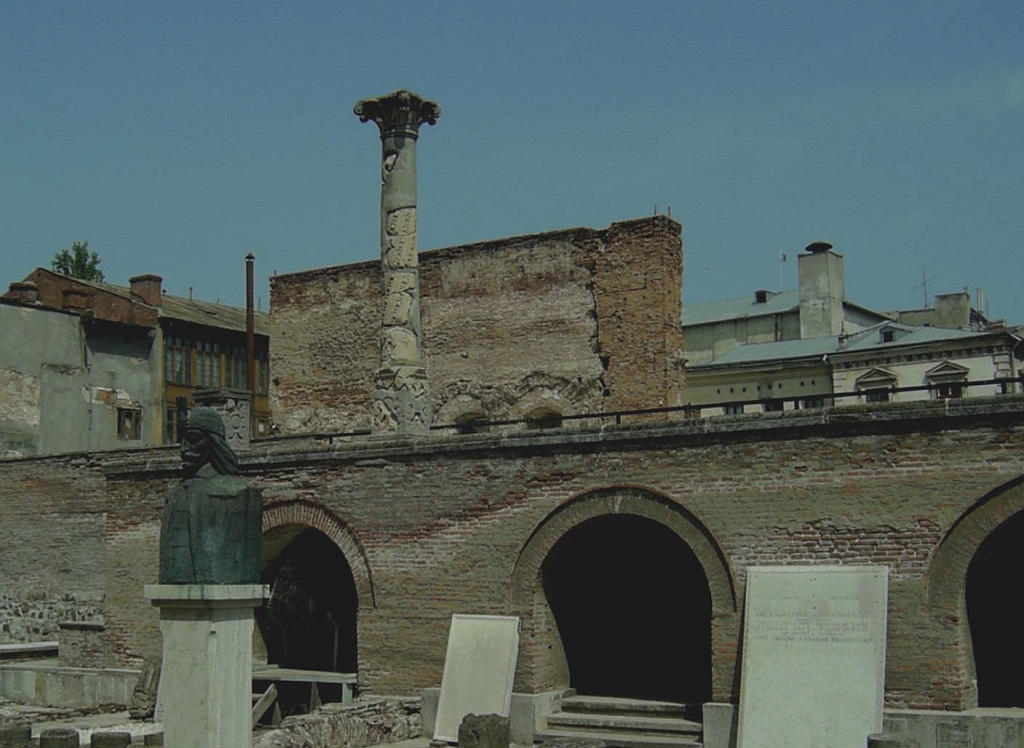
Denkmal von Vlad Țepeș vor den Ruinen des Fürstenhofs (Curtea Veche) aus dem 15. Jahrhundert

Das Osmanische Reich dehnte sich ab Mitte des 14. Jahrhunderts nach Europa aus, eine Expansion, von der auch die Walachei erfasst wurde. 1394 drang eine erste osmanische Armee über die Donau vor. Infolgedessen wurde das Fürstentum Walachei erstmals tributpflichtig. Die Expansion des Osmanenreichs wurde 1402 durch die Niederlage in der Schlacht bei Ankara unterbrochen. Bald darauf jedoch, 1414 und 1417, konnte Mehmed I. ein neues Tributabkommen mit der Walachei durchsetzen.
Bukarest profitierte ökonomisch von der Anwesenheit des Hofes sowie der Rückkehr der ausländischen Händler. Die Bevölkerungszahl stieg, die Zahl der Gebäude gleichfalls, und es entwickelte sich eine städtische Struktur. In der zweiten Hälfte des 15. Jahrhunderts wurde die Münzstätte nach Bukarest verlegt. Mit der Herrschaft Mircea Ciobanul begann ein Zeitabschnitt ereignisreicher Wendungen für die Stadt. 1545 errichtete Fürst Mircea Ciobanul die erste Stadtmauer in Form eines Palisadenwalls und stiftete die heute noch erhaltene Alte Hofkirche Curtea Veche. Auch ein großer Teil des die Stadt umgebenden Acker- und Weidelandes wurde nun als „das Land der Stadtbürger“ (moșia orășenilor) mit Grenzsteinen markiert. Nach der Absetzung des Fürsten im Jahre 1554 plünderten und brandschatzten die Türken die Stadt und ermordeten seine Würdenträger. Mit der erneuten Machtübernahme Ciobanul im Jahr 1558 rächte er sich an den städtischen Repräsentanten. Anlässlich eines Bankettes ließ er im Februar des Jahrs viele Bojaren, Prälaten und Äbte töten. Trotz dieser Schicksalsschläge wuchsen in den folgenden Jahren die Wirtschaft sowie die Einwohnerzahl.
Eine begrenzte Eigenständigkeit der Bürger zeigte sich darin, dass die Stadt einen Rat besaß. Eine Urkunde vom 13. Mai 1563 erwähnt eine Präfektur und 12 Gemeinderäte, die an der Spitze der Stadt standen. Die Stadt übernahm Versorgungsfunktionen für das Umland und wurde unter anderem ein wichtiger Getreideumschlagplatz für den Fernhandel, insbesondere mit dem Osmanischen Reich.

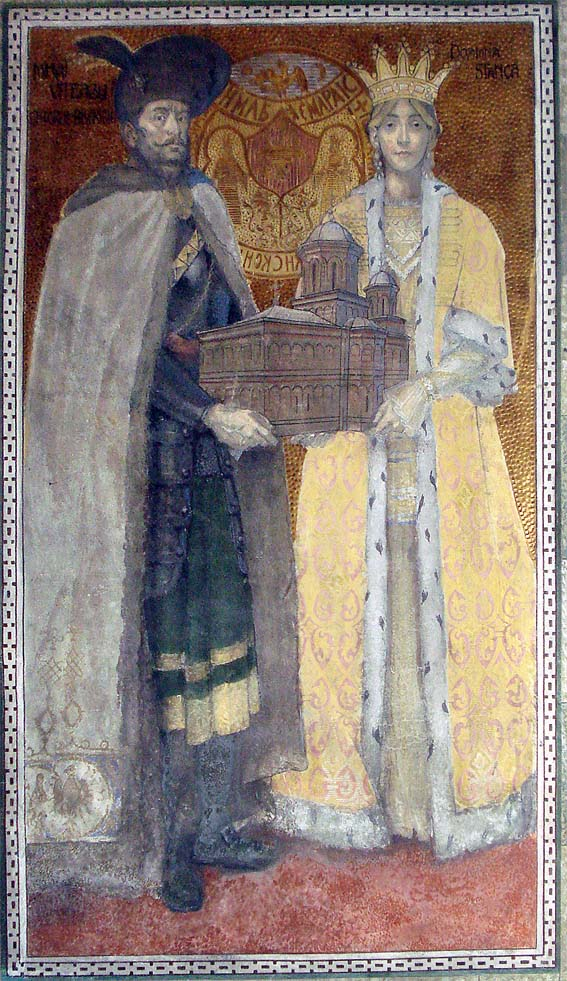
Mihai Viteazul gründet 1594 das Bukarester Kloster Mihai Vodă

Das rigide osmanische Tributsystem belastete die wirtschaftliche Entwicklung der Stadt. In den Jahren 1574 und 1575 sowie 1594 erhob sich die städtische Bevölkerung gegen die wachsenden Tribute der Hohen Pforte. Zudem beteiligte sie sich an den Kämpfen Mihai Viteazuls (Michaels des Tapferen) gegen die Osmanische Armee. In diesem Zusammenhang eroberte im August 1595 Großwesir Koca Sinan Pascha nach der Schlacht bei Călugăreni die Stadt. Dabei kam es zu einem Stadtbrand. Im Herbst des nächsten Jahres kam es unerwarteterweise in der Nähe von Bukarest zu einem weiteren Angriff der Tataren, bei der sich die Türken zurückzogen. Dabei wurde einen Teil der Stadt erneut in Asche gelegt. Aus diesem Grund verlagerte man anschließend den Fürstensitz bis 1626 nach Târgoviște. In dieser Periode begann der urbane Wiederaufbau. Radu Șerban (1602–1611) ließ die erste Brücke über die Dâmboviţa errichten und Fürst Alexandru Coconul verlegte schließlich kurz nach seiner Machtübernahme am 10. November 1626 die Residenz wieder nach Bukarest.
Nachdem Fürst Matei Basarab 1632 als letzter aus der vorherrschenden walachischen Familie auf dem Thron kam, errichtete er in Bukarest zahlreiche Bauten. Wegen seines gespannten Verhältnisses zu den Osmanen übersiedelte der Fürst um 1640 nach Târgoviște. Der Fürstensitz verblieb währenddessen in Bukarest. Gegen Ende der ersten Hälfte des 17. Jahrhunderts belegt eine Urkunde den Versuch der zentralen Behörde, die Ausdehnung der Stadt einzudämmen, indem die Stadtgrenze mit Steinkreuzen markiert wurde, wobei es verboten war, jenseits dieser Umgrenzung neue Bauten zu errichten. Faktisch wurde durch diese Maßnahme jedoch das weitere Wachstum nicht eingeschränkt. Basarabs Nachfolger, Fürst Constantin Șerban, zog nach Amtsantritt im Mai 1654 erneut nach Bukarest. Im darauf folgenden Jahr kam es am Sitz der heutigen Nationalbank zum Aufstand der Dorobantzen und Infanteristen gegen die Bojaren. Anlässlich der Ausschreitungen ließ Fürst Șerban bei seinem Abzug nach Târgoviște und der Verlegung des Fürstensitzes den Fürstenhof und die Stadt in Brand setzen. Die Ausschreitungen setzten sich unter Fürst Mihnea III. fort. Als der Fürst sich gegen die Türken auflehnt, wird er von diesen geschlagen und Bukarest ausgeplündert.

### Endgültige Hauptstadt (ab 1659)

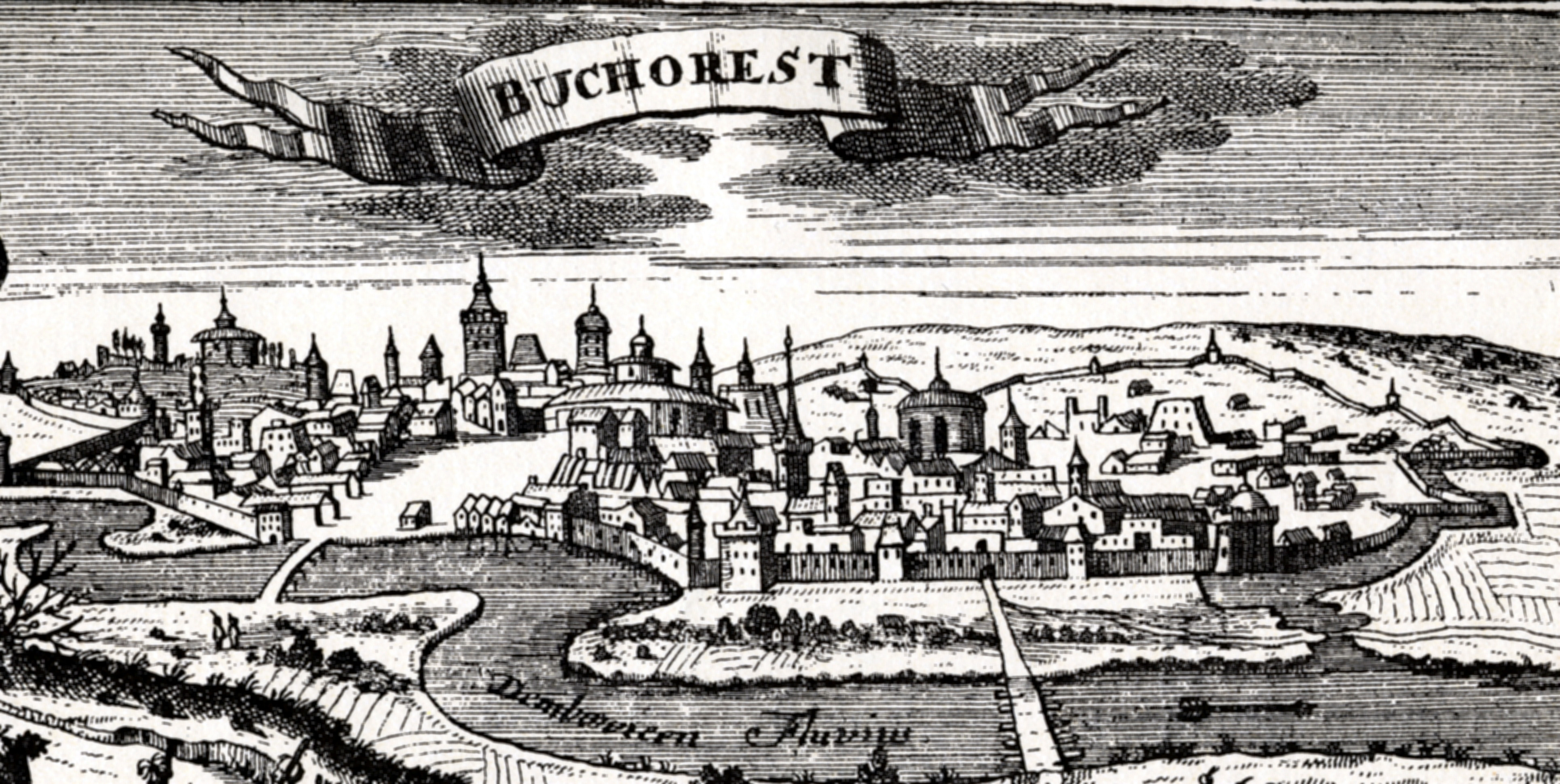
Bukarest 1717

Nach seiner Inthronisation verlegte Fürst Gheorghe Ghica am 20. Dezember 1659 den Fürstensitz erneut nach Bukarest. Im selben Jahr wurde die Stadt auf Druck des Osmanischen Reiches auch zur alleinigen Residenzstadt der Woiwoden; sie blieb von nun an endgültig Landeshauptstadt der Walachei. Darauf folgen fünf Jahrzehnte friedlicher und stabiler städtischer Entwicklung. In diesem Zeitraum wuchs die Stadtbevölkerung bis auf rund 60.000 Einwohner an. Diese verteilten sich auf mittlerweile 21 Stadtviertel (sogenannte mahalale), und es gab etwa 100 Kirchen. Zur Amtszeit Radu Leon renoviert man die Kirche auf dem Metropolitenhügel und verlegt nach einem vom 8. Juli 1668 urkundlich belegten Beschluss die religiöse Führung der Orthodoxie in die Hauptstadt. In den Regierungszeiten von Șerban I. Cantacuzino und Constantin Brâncoveanu erlebte Bukarest eine längere Blüte. Die Stadt wurde zu einem großen Handels- und Kulturzentrum. Auf Direktive der Fürsten entstanden erste Krankenhäuser, Druckereien, Lehranstalten, weitere Kirchen, das Schloss Mogoșoaia sowie die Pracht- und Ausfallstraße Podul Mogoșoaia. Die Handwerker und Kaufleute waren in Zünften oder Burschenschaften organisiert. Es gab Waren aus vielen Ländern. Der machthungrige Fürst Brâncoveanu schaffte in dieser Zeit das Amt des Schultheißen und den Stadtrat ab und behielt sich das ausschließliche Regierungsrecht vor.

### Phanariotenzeit (1716–1821)
Nachdem die Osmanen infolge des Friedens von Karlowitz die Vorherrschaft über Siebenbürgen eingebüßt hatten, führten sie 1716 in der Walachei und zuvor in der Moldau die Phanariotenherrschaft ein. Als Fürsten wurden dabei Mitglieder bedeutender griechischer Familien aus dem Stadtviertel Phanar in Istanbul ernannt. Während ihrer Herrschaft nahm die Belastung der Bevölkerung durch Abgaben und Tribute, aber auch durch Vetternwirtschaft und Korruption so sehr zu, dass diese Phase bis heute in Rumänien als Inbegriff der Ausbeutung, Korruption und Misswirtschaft gilt. In dieser Periode gab es ungeachtet dessen auch Fortschritte in der Stadtentwicklung.
Während der Herrschaft Ioan Mavrocordat zerstört im Februar 1718 ein Brand einige Teile der Stadt. Im selben Jahr kommt es wegen einer längeren Dürreperiode zu einer Hungersnot. Darauf folgte die Pest, an der am 3. September 1730 auch Fürst Nicolae Mavrocordat verstirbt. Acht Jahre später erschüttert am 31. Mai ein starkes Erdbeben die Hauptstadt. Nachfolgend kommt es zu einem erneuten Ausbruch der Pest sowie zu einer großen Heuschreckenplage. Der griechische Chronist Constantin Dapontes behauptet, dass von Juli bis zum 1. Oktober 1738 infolgedessen zehntausend Menschen in Bukarest verstarben. 1753 kam es wegen unerträglicher Steuerlasten auf Intervention der Bukarester zur Amtsenthebung des Fürsten Matei Ghica durch die Hohe Pforte. Zwölf Jahre später traf beim Aufstand der Zünfte Stephen Racoviţă das gleiche Schicksal. Der Fürst besiegte zwar die Aufständischen, wurde aber wegen seiner von ihm verhängten Repressalien von der Hohen Pforte abgesetzt.

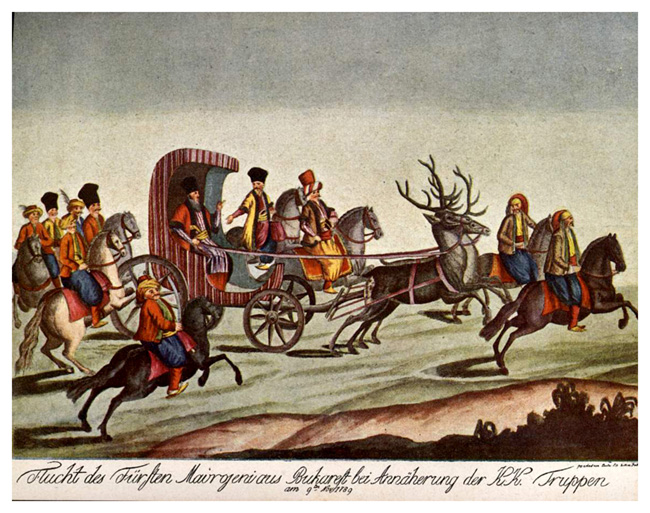
Flucht des Fürsten Nicolae Mavrogheni

Im Russisch-Türkischen Krieg (1768–1774) erhielt der russische Generalfeldmarschall Nikolai Wassiljewitsch Repnin das Kommando über die gesamte Walachei. Er siegte am 30. Oktober 1771 bei Bukarest über die Türken, die infolgedessen die Moldau und die Walachei räumen mussten und diese erst durch den Frieden von Küçük Kaynarca (1774) zurückerhielten.
Nach dem Frieden vergrößerte sich der Einfluss Konstantinopels auf das Alltagsleben der Stadt. Die Mitglieder der Fürstenfamilie Ypsilantis machten sich um Bukarest verdient. Insbesondere während der Regentschaft Alexander Ypsilantis’ erfolgten viele Stadtverschönerungen und der Bau der ersten Wasserleitung (1779). Der Fürst ließ wegen der häufigen Überschwemmungen der Dâmbovița zudem einen Umleitungskanal bauen. Ferner wurde das Gebiet um die Stadt erneut abgegrenzt und die Anzahl der Stadtviertel auf siebenundsechzig beschränkt. Zugleich begann in der Stadt eine erste industrielle Entwicklung durch Manufakturen. So entstand 1764 eine Manufaktur für Wachs, 1766 eine für Kleider, 1767 für Papier.

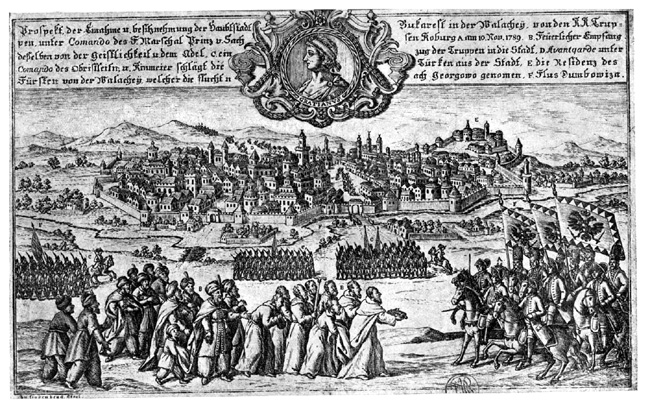
Übergabe der Stadt an die Österreicher, 1789

Während des Russisch-Österreichischen Türkenkriegs von 1787 bis 1792 wurde diese Entwicklung kurzzeitig unterbrochen, als Fürst Nicolae Mavrogheni am 26. Oktober 1789, begleitet von einer rund tausend Mann starken Armee, aus der Stadt floh. Die Stadt wurde zwei Wochen später – am 10. November 1789 – von den Österreichern eingenommen und erst im Frieden vom 4. August 1791 wieder herausgegeben. 1798 registrierte man bei einer Zählung 6006 Häuser und 80 Vorstädte. Im Cișmigiu-Park, dem ältesten Park von Bukarest, begannen im selben Jahr die ersten Arbeiten. 1801 kam es in der Stadt zu einem Pogrom, dem 128 jüdische Einwohner zum Opfer fielen.
Gegen Ende des 18. Jahrhunderts unternahm Pascha Osman Pazvantoğlu von Widin zahlreiche Einfälle in die unter osmanischer Oberhoheit stehende Walachei. 1802 veranlasste die Nachricht vom Anrücken Pazvantoğlus auf Bukarest viele Kaufleute und Geistliche, nach Siebenbürgen zu flüchten. Die Umgebung von Kronstadt beherbergte allein 6000 Flüchtlinge, darunter befand sich auch der Fürst Mihai Șutu. Im folgenden Jahr konnte der neu eingesetzte Fürst Konstantin Ypsilantis mit 3500 Soldaten ein Eindringen türkischen Truppen nach Bukarest verhindern. In der Zwischenzeit wurde die Stadt von zwei Erdbeben (1793 und am 26. Oktober 1802), Pestwellen (1794 und 1813) Überschwemmungen (1805 und 1806) und einer Feuersbrunst (1804) heimgesucht. Insbesondere bei den Pestepidemien kamen viele Menschen ums Leben.

## Zwischen Russland und dem Osmanischen Reich (1807–1861), Hauptstadt

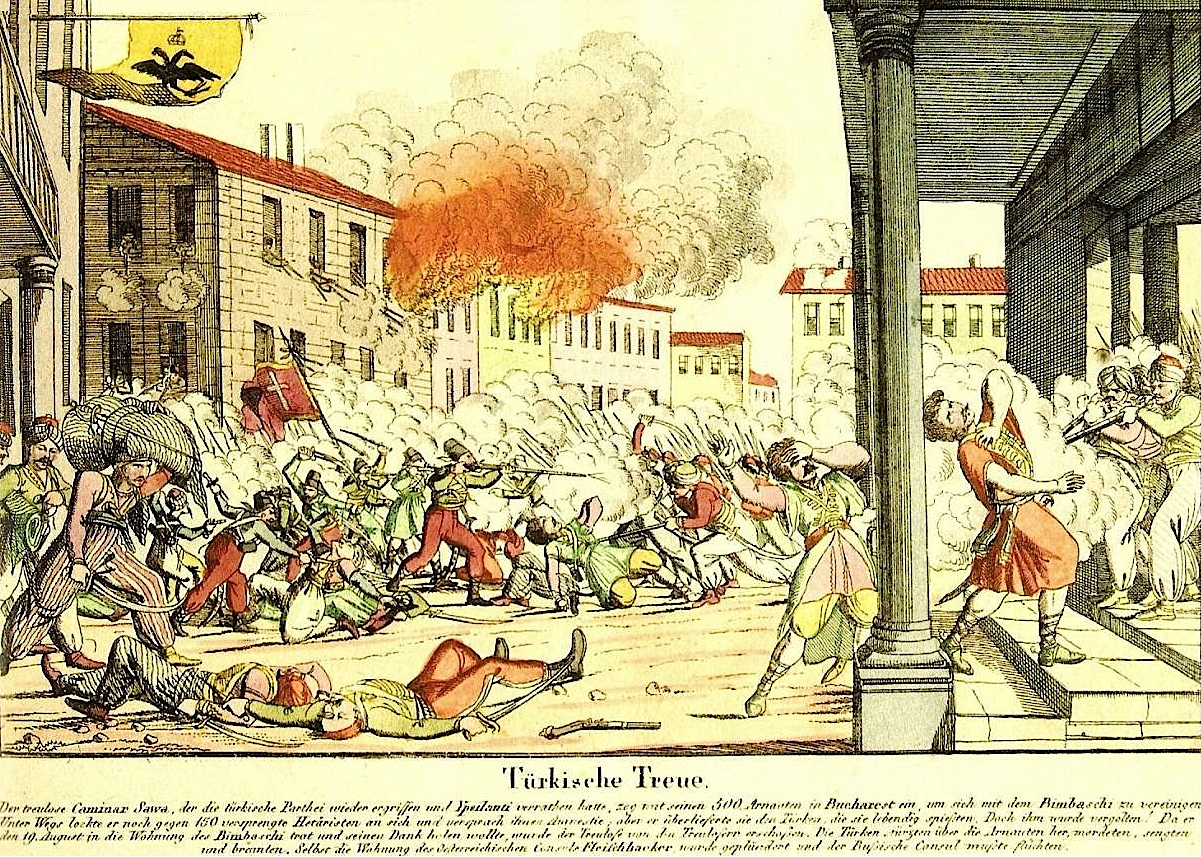
Plünderungen in Bukarest, 7./19. August 1821

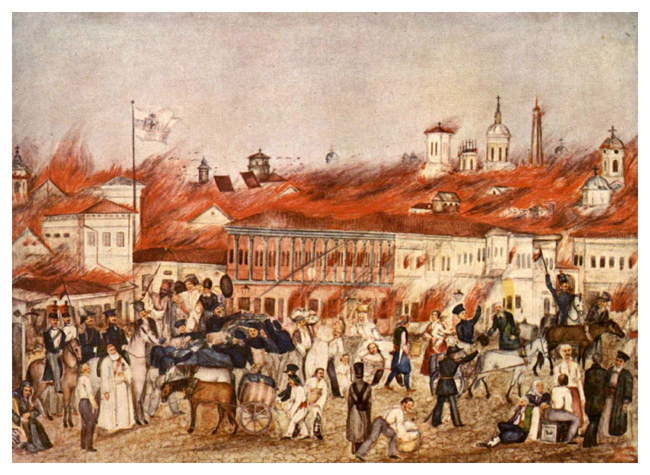
Stadtbrand 1847

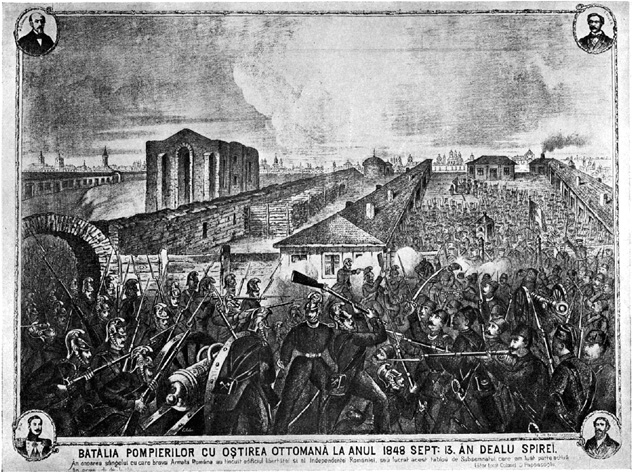
Revolution am Berg Spirei, 1848

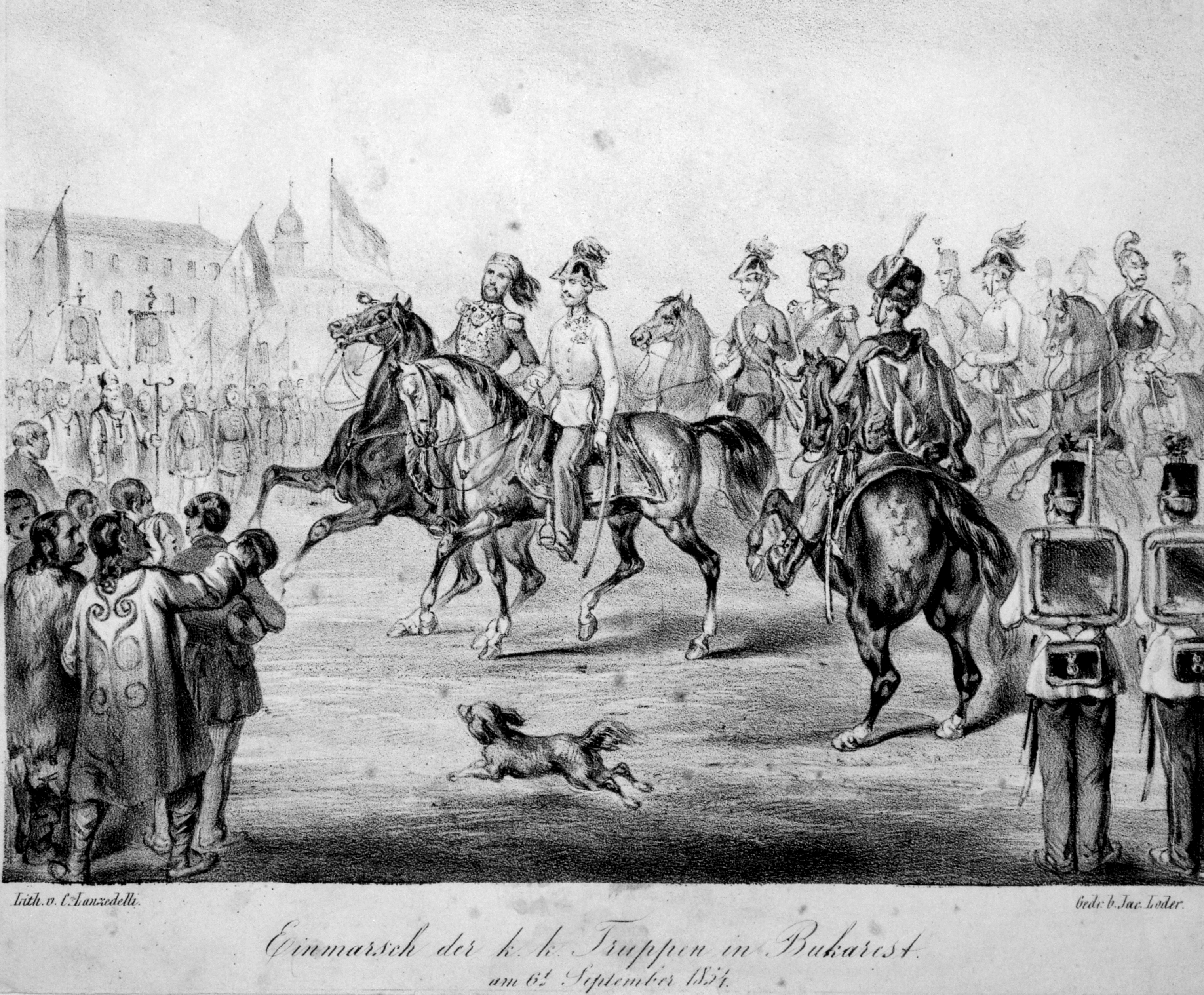
Einmarsch der Österreicher im September 1854

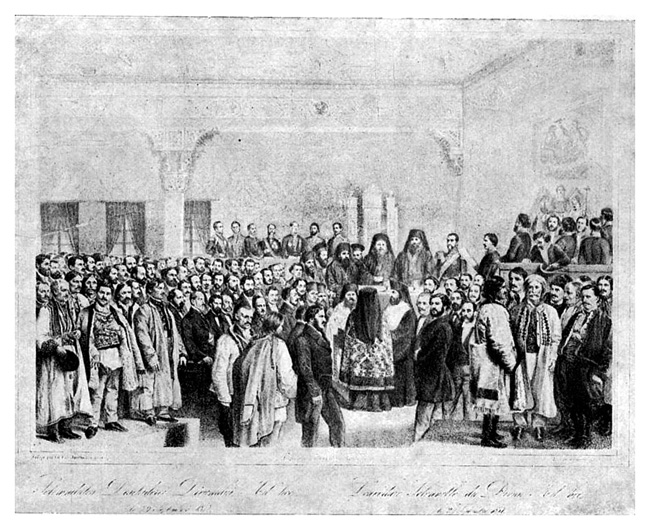
Diwan ad-hoc, 1857

1807 kam Bukarest während des Russisch-Türkischen Krieges unter russische Befehlsgewalt. Der Friede von Bukarest beendete am 28. Mai 1812 den Krieg nach sechs Jahren. Gegen Ende des Krieges plünderten kalmückische Truppen die Hauptstadt, zerstörten dabei vor allem das jüdische Viertel und töteten zahlreiche jüdische Einwohner.
Während des griechischen Aufstands von 1821 hielt sich der walachische Anführer Tudor Vladimirescu in der Zeit von März bis Mai in Bukarest auf. Tudor lagerte mit seinen Truppen am 19./31. März bei Cotroceni. Drei Tage zuvor hatte er in einer Proklamation die Bukarester Bevölkerung zum Widerstand aufgerufen. Dem Aufruf folgten rund tausend Gerber und Arbeiter aus dem Radu-Vodă-Viertel und den angrenzenden Stadtteilen. Nachfolgend kommt es zu einem Bruch mit dem gesamten Feudalsystem. Dies führte zu Vergeltungsmaßnahmen der türkischen Truppen, die Bukarest anschließend besetzten und den Befehlshaber gefangen nahmen und hinrichteten. Diese Repressalien endeten erst mit dem Abzug des Heeres im September 1822 und der Thronbesteigung des heimischen Fürst Grigore IV. Ghica. Die ottomanische Besatzung verursachte jedoch weiterhin erhebliche Kosten. Aufgrund dessen mussten die Steuern teilweise verdreifacht werden. Trotz dieser Belastungen wurden in der Stadt die Holzbrücken repariert, die Straße zum äußeren Markt gepflastert und die Beleuchtung verbessert.

### Periode des Organischen Reglements
Während des Russisch-Türkischen Krieges von 1828–1829 eroberte der russische Generalfeldmarschall Graf zu Sayn-Wittgenstein die Stadt. Nach dem Frieden von Adrianopel wurde Bukarest unter russische Protektion gestellt. Ab diesem Jahr bis 1834 verwaltete General Pawel Kisseljow die Stadt. In seiner Amtszeit wurde das ungeliebte Dekret des Organischen Reglements (Règlement organique) eingeführt und ein Komitee zur Verschönerung der Stadt einberufen. Es kam gemäß der Satzung zur Stadtverschönerung zur Neufestlegung der Stadtgrenzen. Im Nordost wurde das Kloster Pantelimon und im Süden die Hügel Spirei beziehungsweise Filaret sowie den damaligen Garten Bellu mit in das Stadtgebiet einbezogen. Die Nordgrenze endete an der Piața Victoriei. Damit wurden die Verbesserungen fortgesetzt, die sich etwa am 30. September 1825 mit der Fertigstellung der ersten „gepflasterten Straßen der Außenstadt“ begonnen hatten. Weitere städtebauliche Maßnahmen, wie das Anlegen von Promenaden und Marktplätzen, wurden ausgeführt. Im Jahr 1831 kam es zur Wahl einer neuen Kommunalführung. Zudem stationierte man in der Stadt ein Infanterieregiment sowie ein Kavallerieeskadron und ein Artillerieregiment. Das erste Manöver fand im Herbst 1831 statt.
Das Organische Reglement führte zu städtischen Fortschritten in den Bereichen der behördlichen Organisation, der Handelsfreiheit sowie der Gewaltenteilung. Demgegenüber verschlechterte sich die Lage der Bauern aufgrund ihrer Pflichten und Rechte. Wegen der wiederholten Einflussnahme Russlands wurde das Reglement in den folgenden Jahren zunehmend kritischer gesehen. Ein Jahr vor der walachischen Revolution zerstörte am 23. März 1847 ein großer Brand im Handelsteil der Stadt viele Gebäude. Dabei wurden 1.850 Bauten davon 1.142 Kaufläden und 12 Kirchen und Klöster erheblich beschädigt. Das Ereignis löste eine überregionale Hilfsaktion aus. Anschließend folgte ein planmäßiger Wiederaufbau.

### Walachische Revolution, Vereinigung der Donaufürstentümer
Im folgenden Jahr war Bukarest Zentrum der walachischen Revolution. Die Bewegung begann an mehreren Orten des Landes. Sie war aber in erster Linie war eine Revolution der Bukarester, weil sie in der Stadt vorbereitet und vornehmlich von Anhängern der Bukarester Bevölkerung getragen wurde. Das Zentrum für Massenversammlungen war das sogenannte Filaretfeld (Freiheitsfeld). Mit Beginn der Revolution wurde das Organische Reglement von den Aufständischen für unwirksam erklärt. Diese am 11. Juni 1848 in Bukarest begonnene Erhebung wurde drei Monate später, am Abend des 13. September, am Spirei-Berg niedergeschlagen. Auf Ersuchen Russlands besetzten osmanische Truppen die Stadt und beendeten damit den Aufstand. Ein Denkmal an dieser Stelle erinnert an das Ereignis.
Bukarest blieb daraufhin eine längere Zeit unter einer Doppelbesetzung. Die letzten Truppen verließen im April 1851 die Stadt. Zwischen den Jahren 1853 und 1856 – während des Krimkrieges – wurde Bukarest nacheinander von russischen, türkischen und österreichischen Truppen besetzt. Fürst Barbu Dimitrie Știrbei verließ deshalb kurz nach dem Einzug der russischen Armee im Oktober 1853 den Thron und ging nach Wien. Ein Jahr später zog der Fürst nach dem Eintreffen der Österreicher unter Feldzeugmeister Johann Baptist Coronini-Cronberg wieder in Bukarest ein. In der zweiten Amtszeit des Fürsten wurde am 10. März 1855 die Telegrafenleitung Bukarest – Giurgiu eröffnet. Als erste rumänische Stadt und als eine der ersten Städte der Welt führte Bukarest im Mai 1857 Petroleumlampen in die Straßenbeleuchtung ein.
Im Jahr zuvor traten parallel in Iaşi und Bukarest die „Diwan Ad-hoc-Versammlungen“ (gemeinsame Vertretungskörperschaft) mit dem Ziel zusammen, die beiden Donaufürstentümer Moldau und Walachei zu vereinigen. Die entscheidende Versammlung verabschiedete in Bukarest am 9. Oktober 1857 eine Resolution. Sie sah vor, dass die beiden Fürstentümer jeweils von einem eigenen Regenten und einer eigenen Regierung geführt würden. Gesetze, Verwaltung, Währung und Steuern sollten aber von einer gemeinsamen Kommission vereinheitlicht werden. Anfang 1859 wählten die gesetzgebenden Versammlungen der Walachei und Moldau jeweils den Oberst Alexandru Ioan Cuza zum Fürsten und stellten dadurch eine Personalunion her, welche später zur Realunion führen sollte. Bei der Wahl des neuen Hauptstadtstandortes entschied man sich nach einiger Diskussion fast einstimmig für Bukarest. Aufgrund dessen verlegten zwischen 1859 und 1861 einige gemeinsame Institutionen, wie das Kriegsministerium und das Zollamt, ihren Zentralsitz in die Hauptstadt.

## Hauptstadt Rumäniens, Industrialisierung bis zum Ersten Weltkrieg (1861–1916)

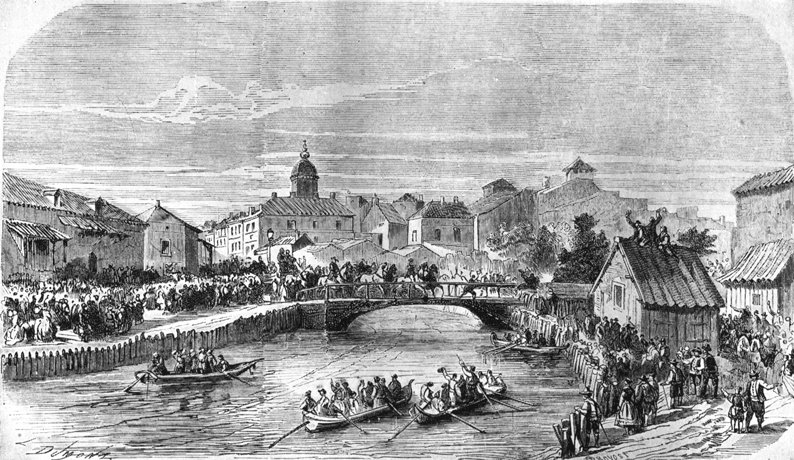
Einzug von Fürst Carol I., 1866

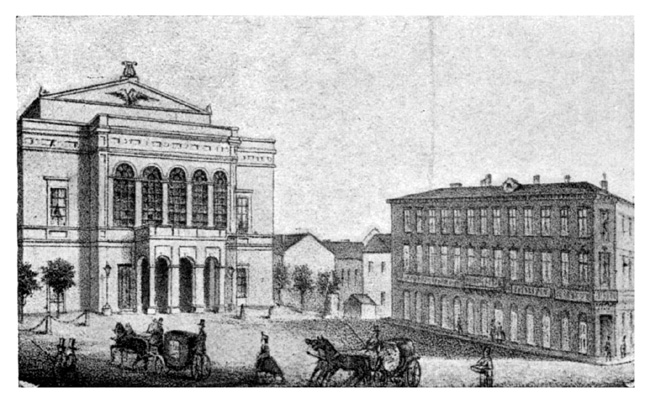
Nationaltheater, 1866

Cuza proklamierte am 24. Dezember 1861 die Bildung des Fürstentums Rumänien aus den Donaufürstentümern Moldau und Walachei. Ein Jahr später kam es auch formal zur Vereinigung der beiden Fürstentümer mit Bukarest als Hauptstadt. Im Juni desselben Jahres wurde allerdings Ministerpräsident Barbu Catargiu im Wagen des Polizeipräfekten in Bukarest ermordet. Die Hintergründe der Tat sind bis heute ungeklärt.
Der Staatsgründer Alexandru Ioan Cuza geriet später in die Kritik und musste 1866 abdanken. Eine provisorische Regierung setzte im selben Jahr Karl Eitel Friedrich von Hohenzollern-Sigmaringen zum Fürsten ein. Dieser zog nach seiner Wahl zum Fürsten als Carol I. am 10. Mai 1866 in Bukarest ein. Am 11. Juli stimmte die einberufene verfassunggebende Versammlung für eine neue Verfassung, die bis 1923 in Kraft blieb.
Zu dieser Zeit war Bukarest eines der Zentren des bulgarischen Exils. 1853 wurde hier die Bulgarische Wohltätigkeitsorganisation (bulg. Добродетелна дружина) gegründet. In den Jahren 1868 und 1869 entstanden mehrere bulgarischen Organisationen, die den bewaffneten Kampf der noch unter osmanischer Herrschaft stehenden Bulgaren organisierten und finanziell unterstützten, darunter die Bulgarische Gesellschaft (bulg. Българско общество), die Gruppe Junges Bulgarien (bulg. Млада България) und das Bulgarische Revolutionäre Zentralkomitee (BRZK), das die spätere Leitung der “Inneren Revolutionären Organisation” (IRO) stellte.
In der Stadt setzte sich das rege kulturelle und wissenschaftliche Leben fort. Es entstand das Nationaltheater, die Rumänische Akademie, Musiksäle und kulturelle Vereinigungen. Zudem legte man den Botanischen Garten „Dimitrie Brândză“ sowie große Friedhöfe an und gründete medizinische Institute. 1869 wurde die Hauptstadt mit einer ersten Eisenbahnlinie ausgestattet. Sie verband Bukarest mit Giurgiu. Zwei Jahre später wurde die erste Straßenbahnlinie (eine Pferdebahn) vom Nordbahnhof über die Piața St. Georg bis zur Piața Obor eröffnet. Nach vierjähriger Bauzeit eröffnete 1872 der Nordbahnhof, ebenso der Eisenbahnverkehr zwischen Bukarest und Ploiești.

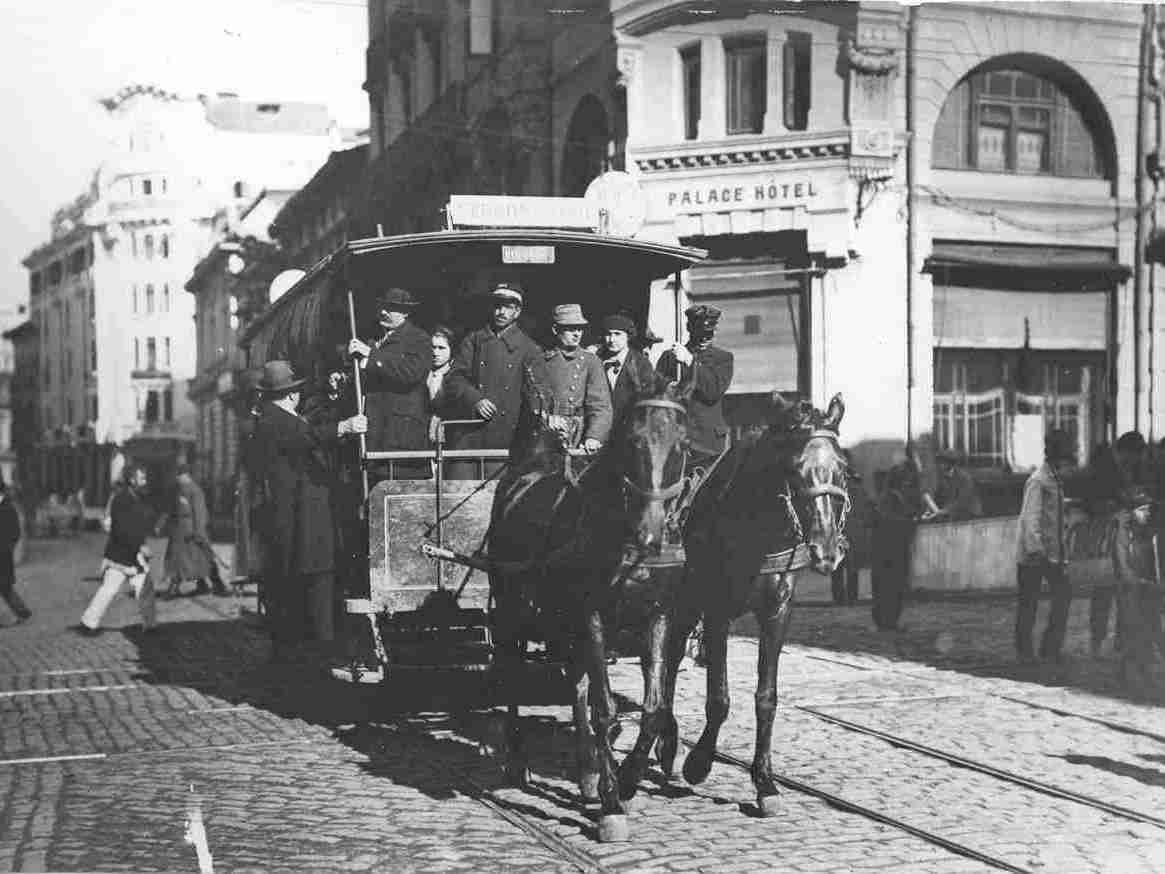
Pferdebahn, 1871

Nach dem Berliner Kongress wurde Rumänien im Jahr 1878 als souverän anerkannt. Im selben Jahr errichtete man am Ende der Kiseleff-Avenue den provisorischen Triumphbogen. Laut der städtischen Beschäftigungsstatistik waren zu dieser Zeit insgesamt 27.100 Kaufleute, 64.732 Industrielle und Handwerker, 11.993 Arbeiter, 19.531 Diener sowie 50.977 Besitzer, Rentiers und Freischaffende in der Stadt tätig.
Am 26. März 1881 proklamierte sich das Fürstentum zum Königreich Rumänien. Es orientierte sich in Richtung Westen, insbesondere nach Frankreich. Bei der Modernisierung war Preußen Ideen- und Techniklieferant. Zu dieser Zeit hatten die Bauarbeiten am Dâmbovița-Kanal bereits begonnen. Die Vertiefung- und Regulierungsarbeiten nach einem Plan des Architekten Grigore Cerchez begannen am 21. November 1880 und dauerten bis 1883. Unmittelbar danach fingen die Arbeiten zur Sicherung der Trinkwasserversorgung an.

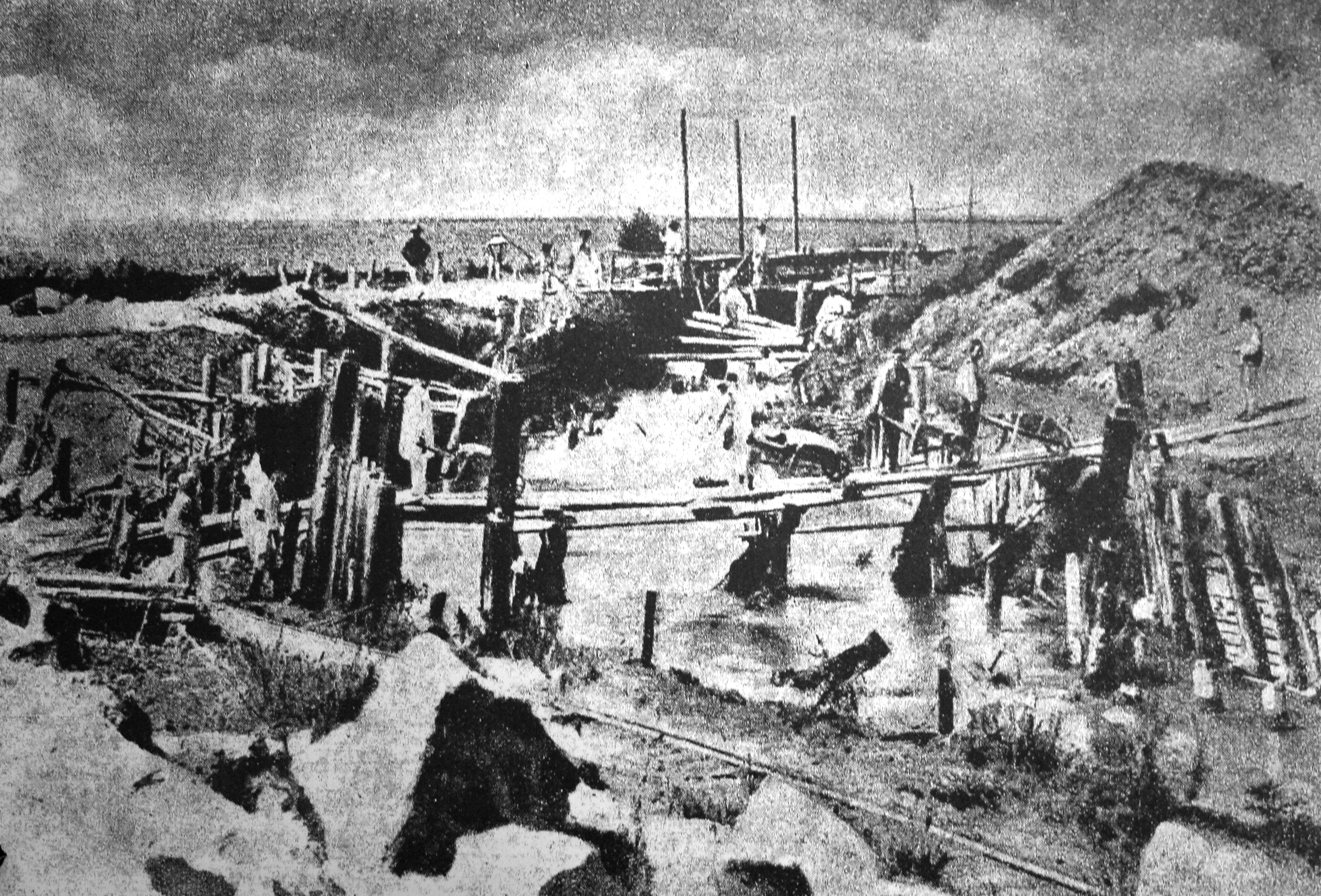
Bau des Dâmbovița-Kanals

Der belgische General Henri Alexis Brialmont erhielt im Jahr 1883 den Auftrag von der rumänischen Regierung, ein Verteidigungssystem für das Land auszuarbeiten. Brialmont stellte daraufhin Pläne für die Grenzbefestigung und für die Befestigung Bukarests auf. Für Bukarest entwarf er 18 Batterien, die unterirdisch miteinander verbunden werden sollten. Die Pläne wurden jedoch nicht vollständig umgesetzt, weil die belgische Regierung Brialmont kurzfristig abberief.

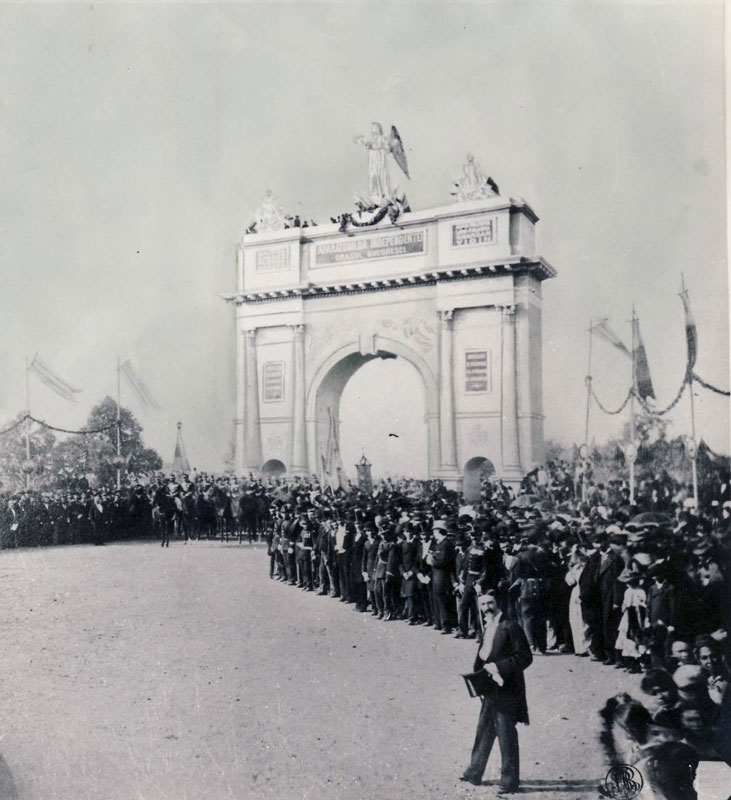
Rückkehr der rumänischen Armee am Arcul de Triumf, 8. Oktober 1878

In den Jahren 1885 bis 1888 errichtete man nach den Plänen des Architekten Albert Galleron das rumänische Athenäum. Im Jahr der Fertigstellung opponierte die ultrakonservative Opposition gegen Ministerpräsident Ion C. Brătianu. Oppositionelle drangen im März 1888 in das königliche Palais und die Volksvertretung ein. Es kam zum Blutvergießen, als das herbeigerufene Militär die Aufständischen verdrängte. Infolge der Aufstände und Straßenkrawalle sowie wegen mangelnder Unterstützung trat Ministerpräsident Brătianu im März zurück.
Nach dem Inkrafttreten des Gesetzes zum Schutz der Nationalen Industrie im Jahr 1887 entstehen in der Stadt neue Industriebetriebe. Von diesem Gesetz profitierten bis 1893 insgesamt 102 städtische Betriebe mit 7.128 Beschäftigten. 1895 wurde in Bukarest eine Antisemitische Allianz (Alianța Antisemită) gegründet, der mehrere Politiker nahestanden und die sich für eine weitere Verschärfung der gegen Juden gerichteten Maßnahmen einsetzte.
Ende des 19. Jahrhunderts entwickelte sich Bukarest zu einem Industriezentrum, vor allem in der Leichtindustrie. 1902 befanden sich von den 367 Industriebetrieben der ehemaligen Walachei 178 in Bukarest. Fünf größere Bankinstitute – darunter die Nationalbank, die Bank von Rumänien, die Landwirtschaftsbank und seit 1898 auch die Diskontbank – machten Bukarest zum nationalen Finanzzentrum. Auf der Calea Victoriei wurde 1890 elektrisches Licht eingeführt. In dieser Zeit wurde auch die neue Verkehrsader von Ober nach Cotroceni freigegeben. 1896 folgte auf derselben Strecke der Linienverkehr der ersten elektrischen Straßenbahn. Im gleichen Jahr eröffnete auf der Calea Victoriei das erste Kino. Anlässlich des 40. Jahrestages der Thronbesteigung Königs Carol I. erbaute man in der Zeit von 1900 bis 1906 den Parcul Carol. 1906 errichtete man als Zeichen der Versöhnung nach dem Krieg von 1877/1878 in diesem Park eine Moschee.
1907 kam es zu einem Bauernaufstand in Rumänien. Die Bauern protestierten gegen ihre Lebens- und Arbeitsbedingungen sowie die ungerechte Verteilung des Landbesitzes. Mit dem Beginn der Plünderungs- und Zerstörungsmärsche flüchteten viele Zwischenpächter und Gutsverwalter in die Städte. Aufgrund dessen zogen im März des Jahres mehrere tausend Bauern gegen Bukarest. Sie wurden aber durch Soldaten im Vorfeld aufgehalten. Der neue Kriegsminister und General Alexandru Averescu unterdrückte danach durch massiven Militäreinsatz innerhalb weniger Tage den Aufstand. Die Zahl der Toten ist nicht genau bekannt, die offiziell angegebene Zahl von 419 wurde weit überschritten.
Gegen Ende des zweiten Balkankrieges trafen sich am 30. Juli 1913 Abgesandte der fünf kriegführenden Staaten zu ihrer ersten Sitzung im Gebäude des Bukarester Außenministeriums. Die zwölf Zusammenkünfte endeten am 28. Julijul. / 10. August 1913greg. mit dem Friede von Bukarest.

## Erster Weltkrieg

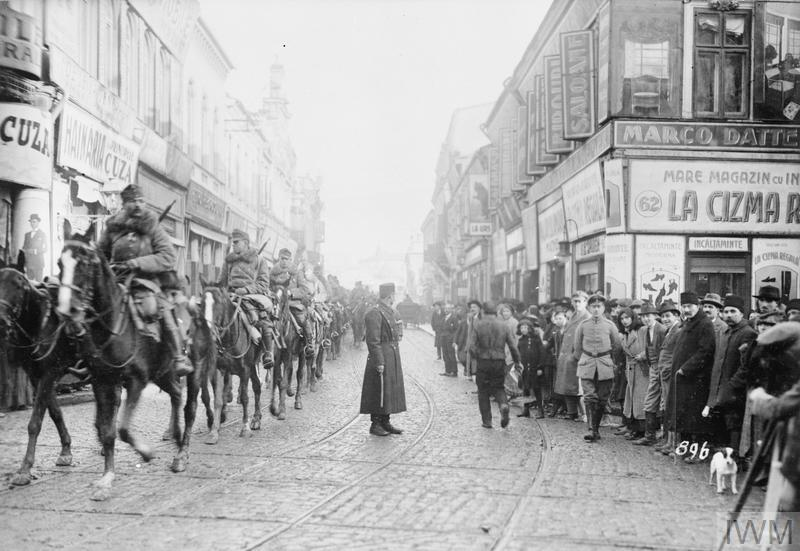
Einmarsch der 9. Armee in Bukarest am 6. Dezember 1916

Mit dem Ausbruch des Ersten Weltkriegs wurde Bukarest zum Zentrum einer ausgeprägten Bewegung für die Vollendung der nationalstaatlichen Vereinigung. Am 27. August 1916 trat Rumänien auf Seiten der Entente in den Krieg ein. Als Antwort auf die Kriegsteilnahme Rumäniens erfolgte am nächsten Tag der Angriff eines deutschen Zeppelins auf Bukarest. Weitere Angriffe durch Luftschiffe erfolgten am 4., 5. und 24. September. Am 25. September begannen auch Taube-Flugzeuge die Hauptstadt anzugreifen. Bei den Luftangriffen gab es viele Todesopfer und Verletzte. Die rumänische Armee wurde im Dezember in der Schlacht am Argesch vernichtend geschlagen. Nach dem Zusammenschluss der deutschen und österreichisch-ungarischen Truppen kurz vor Bukarest marschierten am 6. Dezember 1916 Truppen der Mittelmächte in die Stadt ein. Aufgrund dessen musste Bukarest vorübergehend (bis 1918) den Hauptstadtstatus an Iași abgeben.
1917 ging das rumänische Fliegerkorps in Bukarest mit der militärischen Niederlage Rumäniens unter. Ein Jahr später, am 7. Mai 1918, wurde in Bukarest der Friedensvertrag zwischen Rumänien und den Mittelmächten geschlossen. Die Stadt blieb aber noch bis November 1918 unter deutscher Besatzung. Aufgrund der materiellen und wirtschaftlichen Lage kam es Ende 1918 zu einem Streik der Arbeiter. Dieser wurde am 13./25. Dezember von den Machthabern auf dem Platz des Nationaltheaters und der Câmpineanu-Straße blutig niedergeschlagen. Dabei wurden 102 Personen getötet.

## Vergrößertes Rumänien, Ausdehnung der Hauptstadt
Die Bedeutung Bukarests als Hauptstadt Großrumäniens wuchs nach dem Ersten Weltkrieg mit dem Zusammenschluss des „Altreiches“ mit Siebenbürgen, dem Banat und Kreischgebiet, der Bukowina und Bessarabien. Von 1918 bis zu Beginn des Zweiten Weltkriegs vergrößerte sich die Stadtfläche um 5600 auf 7800 Hektar. Die Zahl der Einwohner stieg im gleichen Zeitraum von 380.000 auf 870.000. Die Wirtschaft entwickelte sich in der Zwischenkriegszeit unterschiedlich. Bukarest wurde in dieser Zeit schrittweise zu einer Industriestadt. Durch die Weltwirtschaftskrise geriet auch Bukarest in den Abwärtsstrudel. Nach der Krise nahm der Handel bis zum Jahr 1939 wieder deutlich zu.
Im Oktober 1920 fand im Zentrum der Stadt ein Generalstreik der Arbeiter statt. Ein Jahr später tagte in Bukarest der Kongress der Sozialistischen Partei. Dabei kam es zur Gründung der Rumänischen Kommunistischen Partei. Am 20. Juli 1927 starb Ferdinand I. Der fünfjährige Enkel Michael I. bestieg daraufhin zum ersten Mal formell für drei Jahre den rumänischen Thron, weil Ferdinands Sohn Karl wegen einer Affäre mit der geschiedenen Jüdin Magda-Elena Lupescuals als kein angemessener Thronfolger angesehen wurde.
Nach Plänen von Nicolae Nenciulescu errichtete man von 1927 bis 1937 im neuklassizistischen Stil das Bukarester Königsschloss (heute das Muzeul Național de Artă al României). König Michael I. wohnte in dem Schloss bis zu seiner Abdankung. Nach der Rückkehr aus dem Exil am 6. Juni 1930 und dem Versprechen, sich von Magda-Elena Lupescu zu trennen, wurde Carol II. am 8. Juni König von Rumänien. Wegen verschlechterter Lebensbedingungen streikten vom Januar bis Februar 1933 die Erdölarbeiter und Eisenbahner. In dieser Zeit kam es zu scharfen Auseinandersetzungen mit der Bourgeoisie. Die blutige Streikniederschlagung am 16. Februar 1933 bei den Grivița-Werken der staatlichen Eisenbahngesellschaft CFR erregte internationales Aufsehen.
König Carol II. entließ am 10. Februar 1938 die Regierung und errichtete eine Königsdiktatur, um damit die Bildung einer Regierung zu verhindern, deren Minister der faschistischen Bewegung der Eisernen Garde angehört hätten. Bis 1940 entwickelte sich der Konflikt zwischen ihr und anderen politischen Gruppierungen nahezu zu einem Bürgerkrieg. Nach der Festnahme von Corneliu Zelea Codreanu wurden dieser und andere Legionäre in der Nacht vom 29. auf den 30. November 1938 bei Tâncăbești bei einem Fluchtversuch getötet. Mitglieder der Eisernen Garde verübten auf Veranlassung seines Nachfolgers Horia Sima, unter anderem aus Rache für die Tötung Codreanus, am 21. September 1939 in Bukarest einen Mordanschlag auf den rumänischen Ministerpräsidenten Armand Călinescu. Die Täter wurden nach der Bekanntmachung des Anschlags im Radio noch im Rundfunkgebäude gefasst.
Mit dem Bau der Achse Piața Victoriei und Piața Sf. Gheorghe zwischen 1936 und 1940 nach dem Vorbild der Avenue Henri-Martin (Paris) und der Avenue Louise bekam die Stadt den Beinamen Micul Paris („Kleines Paris“, auch „Paris des Ostens“). Auch in den 1940er Jahren wurde rege gebaut, diesmal jedoch in einem modernen, internationalen Stil, der zum Beispiel von Le Corbusier und dem Prinzip Form follows function geprägt war.
Am 10. November 1940 erschütterte ein Erdbeben der Stärke 7,3 die Stadt. Das Beben überraschte viele Menschen im Schlaf. Beim Einsturz des Carlton-Gebäudes starben rund dreihundert Menschen. Insgesamt starben rund 1000 Menschen.

## Bukarest im Zweiten Weltkrieg (1940–1945)

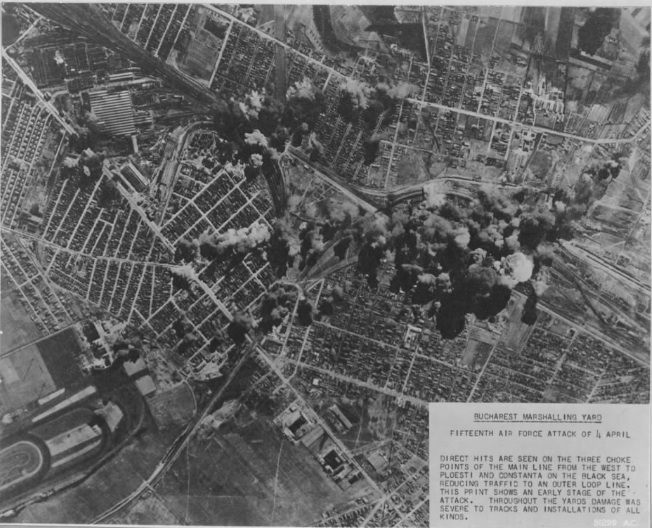
Der Gleisknoten 3,5 km nordwestlich des Bahnhofs „Gara de Nord“ bei der Bombardierung durch die United States Army Air Forces am 4. April 1944 (Anmerkung: Süden ist oben)

Rumänien trat im Zweiten Weltkrieg nach anfänglicher Neutralität am 23. November 1940 dem Dreimächtepakt zwischen dem Deutschen Reich, dem Kaiserreich Japan und dem Königreich Italien bei. Dies war die direkte Folge der Bildung der Regierung eines „nationallegionären Staats“ am 4. September 1940 durch die Eiserne Garde und General Ion Antonescu und führte zur Abdankung Carols II. zugunsten seines 19-jährigen Sohns Michael I. Auf Wunsch Antonescus wurde im Anschluss eine Deutsche Heeresmission zum Training rumänischer Truppen angefordert. Zudem verschärfte die Eiserne Garde die antisemitischen Gesetze. Am 8. Oktober 1940 trafen deutsche Truppen in Rumänien, kurz danach auch in Bukarest ein.

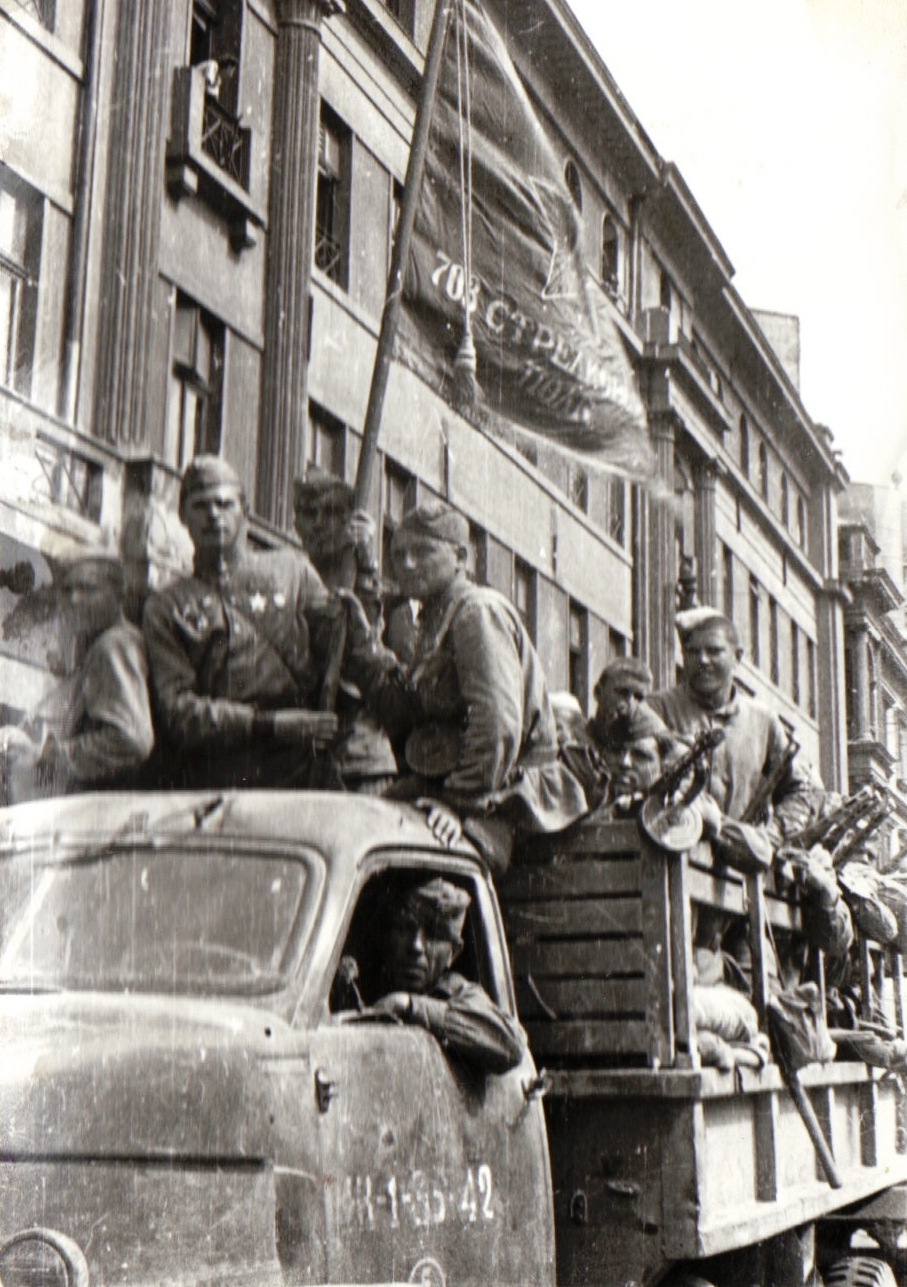
Truppen der Roten Armee in Bukarest, 31. August 1944

Rumänien beteiligte sich am 22. Juni 1941 an dem Deutsch-Sowjetischen Krieg. Daraufhin wurde Bukarest im folgenden Monat von der sowjetischen Luftwaffe angegriffen. Es gab jedoch keine großen Personen- und Sachschäden. Zuvor scheiterte im Januar 1941 ein Putschversuch der ultrarechten Legionäre der Eisernen Garde gegen die totalitäre Regierung Antonescus. Dieser Staatsstreich war verbunden mit einem Pogrom gegen die rumänischen Juden, allein in Bukarest verloren 118 Juden ihr Leben. Auf Befehl von Marschall Antonescu wurden zwischen Juni und September 1942 über 24.000 Roma deportiert. Sie kamen vor allem aus Bukarest und den umliegenden Dörfern und Städten und wurden zwangsweise nach Transnistrien verschleppt.
Anfang April 1944 kam Bukarest in die Reichweite der amerikanischen und britischen Luftwaffe. Der erste Großangriff erfolgte am 4. April 1944 durch die 15th Air Force. Insgesamt wurden 875 Tonnen Bomben abgeworfen. Es wurde auch der Hauptbahnhof (Gara de Nord) bombardiert. Dadurch sollten Militärtransporte an die Ostfront unterbrochen werden. Wegen starker Winde wurde ein Teil der Bomben in Wohngebiete getragen. Die Angaben zu den Opfern variieren zwischen 2000 und 5000, wobei die Anzahl von 2942 Toten und 2126 Verletzten als offizielle Zahl genannt wird.
Am 15. April folgte ein weiterer schwerer Angriff der britischen Royal Air Force, diesmal mit Brandbomben. Dabei wurde auch die Universität schwer beschädigt. Als sich die Niederlage abzeichnete, stürzten Michael I. und ein neugebildeter Nationaldemokratischer Block unter Iuliu Maniu und Dinu Brătianu am 23. August 1944 Marschall Antonescu. Darauf ordnete Adolf Hitler noch in der gleichen Nacht die Bombardierung von Bukarest an, welche in der darauf folgenden Nacht weitergeführt wurde. 182 Menschen kamen dabei ums Leben. Viele Regierungsgebäude sowie historische Gebäude wurden beschädigt bzw. zerstört. Einen Tag später erklärte Rumänien Deutschland den Krieg. Anschließend ernannte der König eine neue Regierung, bestehend aus Parteilosen, Mitgliedern der Bauernpartei, Nationalliberalen, Sozialdemokraten sowie Kommunisten und setzte die Verfassung von 1923 wieder in Kraft. Nach dem Einmarsch der Roten Armee in Bukarest am 31. August kam es am 12. September 1944 zum Waffenstillstand zwischen Rumänien und der Sowjetunion.

## Vom Zweiten Weltkrieg bis zur Rumänischen Revolution (1945–1989)

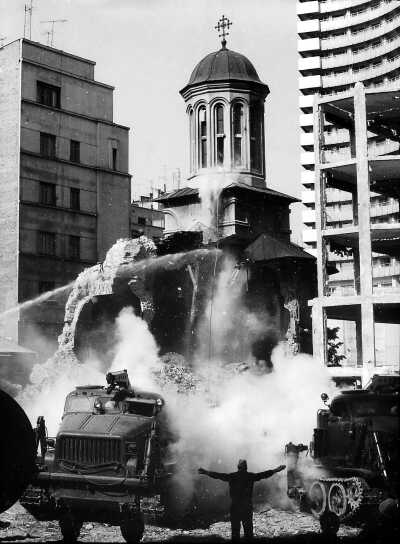
Erdbeben, 1977

Vor der Bildung der Regierung Groza am 6. März 1945 kam es zu einigen Massenkundgebungen. Am 24. Februar 1945 gab es bei einer der größten Demonstrationen in der Geschichte der Stadt viele Verhaftungen und Verletzte. Während der Kundgebung wurde aus dem Gebäude des Innenministeriums geschossen, dabei kamen sechs Demonstranten um Leben. Infolge von Streitigkeiten zwischen dem neuen Premierminister Petru Groza und König Michael I. verweigerte dieser im Jahr 1945 die Unterzeichnung jeglicher Gesetze, worauf Groza entschied, die Gesetze auch ohne königliche Unterschrift in Kraft zu setzen.
In einem öffentlichen Prozess verurteilte der Bukarester „Volksgerichtshof“ den ehemaligen Ministerpräsidenten Ion Antonescu am 17. Mai 1946 zum Tode. Die Hinrichtung fand am 1. Juni 1946 im Gefängnis Jilava nahe Bukarest statt. Nach dem Friedensvertrag von 1947 war der Weg für die Kommunistische Partei frei, die Monarchie endete am 30. Dezember 1947. Auf Druck der Kommunisten dankte König Michael I. ab und flüchtete in die Schweiz. Am selben Tag fand auf dem Bukarester Platz des Palais die Ausrufung der Rumänischen Volksrepublik statt.

### Phase der sozialistischen Stadtentwicklung (1947–1977)
Damit begann für Bukarest die Phase der sozialistischen Stadtentwicklung. In den vier Jahrzehnten nach dem Zweiten Weltkrieg wuchs die Stadt auf mehr als das Doppelte ihrer Einwohnerzahl. Vor allem in den peripheren Bereichen wurde sie zu einer riesigen Baustelle. Die Stadtfläche verdreifachte sich in dieser Zeit auf 21.700 Hektar. Bukarest zog insbesondere Bauern in die Stadt, die hier in den großen Industriebetrieben Arbeit fanden. Sie brachten ihre ländliche Lebensweise in die Millionenstadt mit und bestimmen ihr Bild bis heute. Um der starken Wohnungsnachfrage entsprechen zu können, setzte die Staatsführung ein umfangreiches Wohnungsbauprogramm in Gang.
Im Jahr 1953 fanden die 4. Weltfestspiele „Für Frieden und Freundschaft“, an denen sich 30.000 Jugendliche und Studenten aus 111. Staaten beteiligten, in Bukarest statt. Anlässlich der Spiele wurde Ende Juli 1953 das neu errichtete Lia-Manoliu-Stadion sowie das Opern- und Balletttheater eingeweiht. Internationale Beachtung fand die sogenannte Bukarester Deklaration („Deklaration für die Gewährleistung des Friedens und der Sicherheit in Europa“). Sie wurde nach der Bukarester Konferenz, die in der Zeit vom 4. bis 6. Juli 1966 stattfand, vom Warschauer Pakt verabschiedet.
Ein Jahr später begann unter dem Decknamen Geheimsache Kanal der Freikauf von Rumäniendeutschen. Anfang 1968 setzte die damalige Bundesregierung den Rechtsanwalt Heinz Günther Hüsch als Verhandlungsführer ein. Dieser führte seine erste Verhandlungsrunde vom 9. bis 12. Februar 1968 mit den Vertretern Rumäniens im Bukarester Ambasador-Hotels.
Ende 1971 waren in der Stadt 235 Industriebetriebe angesiedelt, davon 175 von Landesbedeutung. Die Industrieproduktion war mit 17,3 % an der Landesproduktion beteiligt. Über 39 % der städtischen Produktion kamen aus der Maschinenbau und Metallverarbeitungsindustrie. An den 60 Fakultäten der 13 Hochschulinstitute studierten 1972 rund 65.000 Studenten. Die städtische Ausdehnung Bukarests führte ferner zur Eingliederung viele umliegende Orte. Nach den Forschungen des Historikers Constantin C. Giurescu wurden seit der Stadtgründung bis 1976 insgesamt vierundsechzig Dörfer und Weiler an die Stadt angegliedert.
Ein Erdbeben dessen Epizentrum im Kreis Vrancea lag erschütterte am 4. März 1977 mit einer Stärke von 7,2 auf der Richterskala das Gebiet um Bukarest. Dabei stürzten ganze Häuserreihen und viele Hochhäuser ein wie Kartenhäuser. Durch die Erschütterungen wurde auch die historische Bausubstanz in Teilen zerstört. Es starben über 1.500 Menschen.

### Phase nach dem Erdbeben bis zur Rumänischen Revolution (1977–1989)
Mit den Aufräumarbeiten begann eine neue Phase der Stadtentwicklung, die sich durch einen radikalen Umbau der Innenstadt auszeichnete. Denn nach dem Erdbeben sah Staatspräsident Nicolae Ceaușescu die Möglichkeit, die traditionelle urbane Struktur großer innerstädtischer Bereiche fast vollständig durch ein kolossales politisch-administratives Zentrum zu ersetzen. An ihre Stelle traten neue Symbole monumentaler Machtdemonstration. Kern und dominierendes Element ist der Parlamentspalast, mit dessen Bau ca. 70.000 Arbeiter beschäftigt waren. Die Stadt erhielt zudem eine U-Bahn. Die erste Linie eröffnete am 16. November 1979 zwischen Timpuri Noi und Semănătoarea. Nach einer weiteren Verlängerung ging der Verkehr 1981 bereits bis zum U-Bahnhof Republica.
Von 1982 an wurden gegen den Willen der Bevölkerungsmehrheit die zentral gelegenen alten Wohngebiete abgerissen. Mehr als 20 % der Innenstadt waren davon betroffen. Insgesamt geht man von rund 5,5 Quadratkilometern und ungefähr 40.000 Wohnungen aus. Mit dem Abriss verschwanden über 20 Kirchen. Die Hausbesitzer wurden zwangsweise enteignet; sie erhielten nur geringe Entschädigungen. Nach dem Systematisierungsgesetz wurde der Baugrund danach verstaatlicht. Der größte Teil der Einwohner bekam anschließend ein Appartement in den neuen kollektiven Wohnsiedlungen am Rande der Hauptstadt. Die Mehrheit der betroffenen Bevölkerung war mit dieser urbanistischen Maßnahme nicht einverstanden.

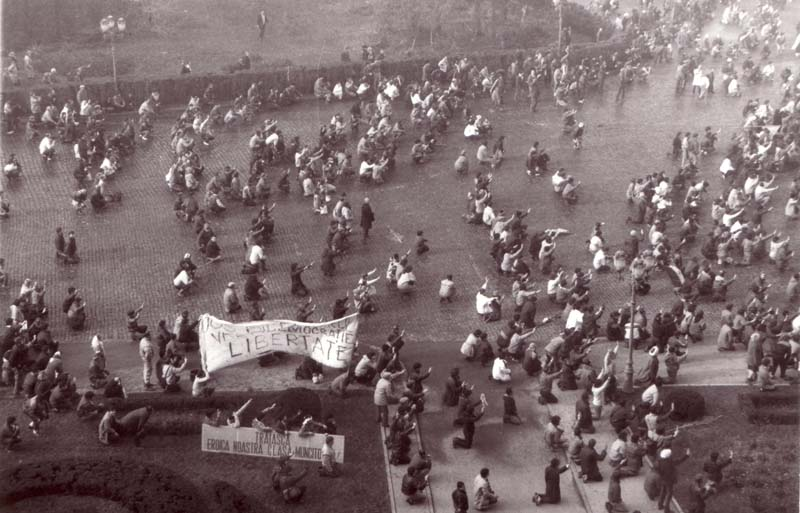
Demonstration 1989

Mitte Dezember 1989 begann in Timișoara der Volksaufstand gegen Nicolae Ceaușescu. Die Erhebung erreichte am 21. Dezember Bukarest, weil das Ceaușescu-Regime eine öffentliche Kundgebung vor das Zentralkomitee der Rumänischen Kommunistischen Partei bestellte, um ihren Rückhalt in der Bevölkerung nach den Unruhen in Timișoara zu zeigen. Die Demonstration schlug jedoch ins Gegenteil um. Securitate-Truppen, Scharfschützen und mit Panzern ausgerüstete Armeeeinheiten richteten innerhalb eines Tages ein Massaker in der empörten Menschenmenge an. Auf dem Palastplatz kam es zu Bränden im ehemaligen königlichen Palast und in der Universitätsbibliothek. Einen Tag später versuchte Ceaușescu von einem Balkon des riesigen Komplexes, an dem damals das Gebäude des Zentralkomitees lag, ein letztes Mal zu den vor dem Gebäude versammelten Menschen zu sprechen. Die Ceaușescus mussten jedoch kurz danach vom Dach des Gebäudes aus per Hubschrauber flüchten. Am selben Tag verkündete der staatliche Fernsehsender TVR Rumänien als befreit. Allein in Bukarest gab es rund 500 Tote.

## Postkommunistische Ära bis zur Gegenwart (seit 1989)
Nach dem Aufstand stellte sich heraus, dass in Bukarest Bunkersysteme und Tunnel bestanden, manche davon stammten aus dem Mittelalter. Aus dem ehemaligen Gebäude des ZK führte ein Fluchttunnel von der Zone Calea Victorei bis zur U-Bahn Universitate. Zudem hatte der Parlamentspalast einen großen Bunker mit verschiedenen Ausgängen.

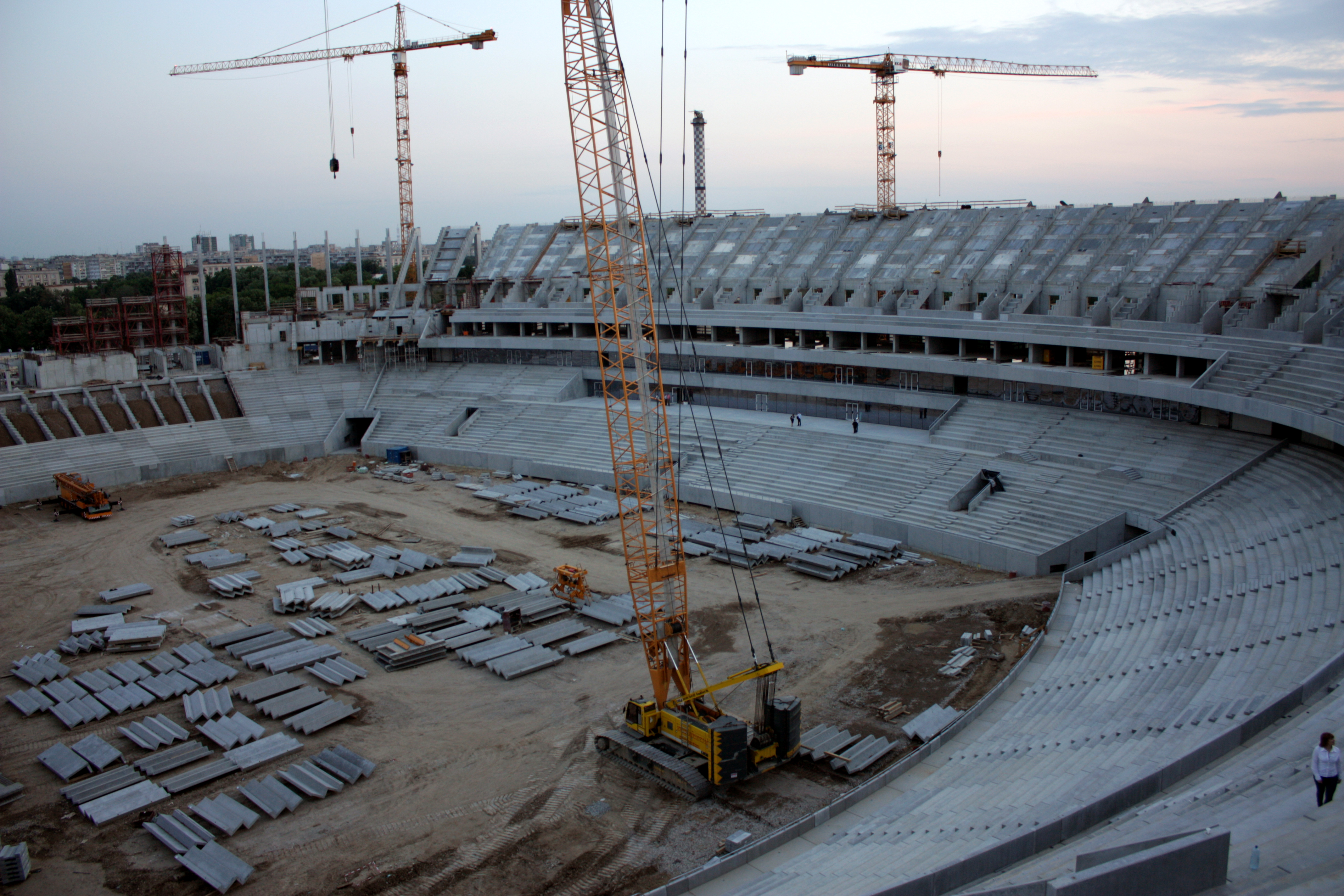
Arena Naţională 2010

Unzufrieden mit dem anhaltenden politischen und wirtschaftlichen Einfluss von ehemaligen Befürwortern der Ceaușescu-Diktatur, trafen sich im selben Jahr antikommunistische Demonstranten auf dem Bukarester Universitätsplatz zu einem Dauerprotest. Die Demonstrationen richteten sich zudem gegen die Wahl von Ion Iliescu zum Staatspräsidenten. In diesem Zusammenhang wurden Bergarbeiter aus dem Schiltal (Valea Jiului) nach Bukarest gebracht, um die Demonstrationen gewaltsam aufzulösen. Bei den sogenannten sechs „Mineriaden“ gab es Tote und Verletzte. Ende September 1991 stürzte die Roman-Regierung, als die Bergarbeiter nach Bukarest zurückkehrten, um höhere Löhne und bessere Lebensbedingungen zu fordern.
Die Vertreter aller sechs Schwarzmeer-Anrainerstaaten trafen sich am 21. und 22. April 1992 in der Stadt. Nach der Konferenz verabschiedete man das Bukarestübereinkommen (beziehungsweise das Übereinkommen über den Schutz des Schwarzen Meeres vor Verschmutzung). Die Rahmenkonvention trat 1994 in Kraft. Im selben Jahr wurde Bukarest ständiger Sitz der SECI (Southeast European Cooperative Initiative).
Nach der Wende von 1989 begann ein neuerlicher Bauboom. Im Interesse einer Reorganisation des Stadtkerns wurden Ende der 1990er Ideen durch den städtischen Planungswettbewerb „București 2000“ geschaffen, der die Grundlage für die weitere Stadtentwicklung bilden sollte. Verbindliche Entscheidungen auf der Basis des Wettbewerbsergebnisses stehen trotz einer vorhandenen Entwicklungsstrategie jedoch noch aus. Die Zügellosigkeit der Bauinvestoren führte später zu Protesten. Nach Ansicht der Protestierenden gab es trotz eines vorhandenen Masterplans, in dem 98 Zonen einen architektonischen Schutzstatus hatten, keine geordnete Stadtentwicklung. 2009 demonstrierten deshalb über 6000 Bürger gegen den städtebaulichen Wildwuchs.
Trotz sichtbarer Verbesserungen der Lebenssituation seiner Bevölkerung lebten zeitweise über 3000 rumänische Straßenkinder ohne nennenswerte medizinische Versorgung oder soziale Absicherung in Bukarest. Das Problem war bereits vor der Rumänischen Revolution bekannt. Es wurde jedoch in seinen ganzen Ausmaßen von den staatlichen Organen der Öffentlichkeit vorenthalten. Zudem hat die Stadt Probleme mit einer Vielzahl herrenloser Hunde. Die zuständigen Dienststellen haben deshalb in der Vergangenheit mehrere harte Maßnahmen zur Eindämmung der Streunerpopulation eingeleitet. Diese führte zu vielen Protesten und Kundgebungen von Tierschutzverbänden. – Streunerhunde sind in Bukarest ein jahrzehntealtes Problem. Hundefreunde füttern die herrenlosen Tiere, obwohl sie seit kurzem damit hohe Geldstrafen riskieren. 2012 wurden 16.000 Menschen gebissen, 2006, 2011 und 2013 wurden insgesamt 3 Menschen so getötet.
Papst Johannes Paul II. besuchte bei seiner 86. Auslandsreise vom 7. Mai bis 9. Mai 1999 erstmals ein mehrheitlich orthodoxes Land Südosteuropas. Beim Fest der Versöhnung zwischen der orthodoxen und der katholischen Kirche in der rumänischen Hauptstadt überreichte der Papst dem Patriarchen Teoctist I., unter großer Medienbeteiligung im Beisein vor über 60.000 Gläubigen eine namhafte Spende für den Bau der größten orthodoxen Kathedrale Rumäniens an der Bukarester Piața Unirii.

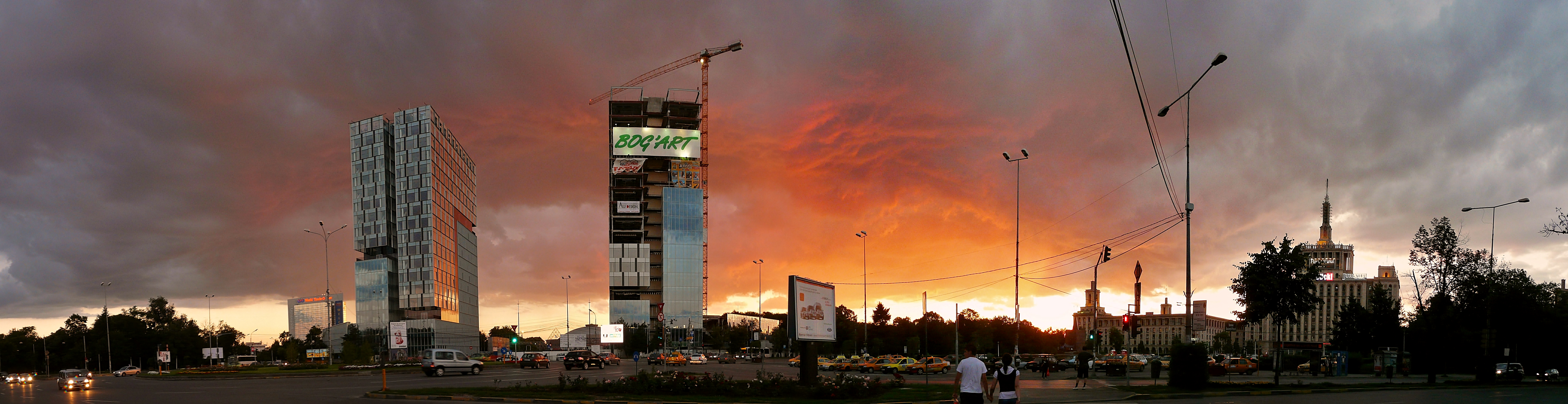
Bau der City Gate Towers nahe Casa Scânteii

Auch nach der Jahrtausendwende war Bukarest mehrfach im Blickpunkt der Weltöffentlichkeit. Das neunte Treffen des Ministerrats der OSZE fand vom 3. bis 4. Dezember 2001 in Bukarest statt. Der Rat verabschiedete unter dem Einfluss der Terroranschläge vom 11. September eine Erklärung und dreizehn Beschlüsse sowie den Bukarester Aktionsplan zur Bekämpfung des Terrorismus. Drei Jahre später fand in Bukarest der 23. Weltpostkongress und im Jahr 2006 der 11. Gipfel der Internationalen Organisation der Frankophonie statt.
Zur Jahreswende 2006/2007 feierten zehntausende Rumänen den rumänischen Beitritt zur Europäischen Union. An der offiziellen Feier in Bukarest nahm auch der damalige amtierender EU-Ratspräsident und Bundesaußenminister Frank-Walter Steinmeier teil. Im Jahr des rumänischen EU-Beitritts gab es in der Hauptstadt rund 740.000 Haushalte. Davon entfielen rund 25 % auf Einpersonenhaushalte. Von den insgesamt 115.000 Wohngebäuden waren etwa drei Viertel Einfamilienhäuser und rund 12 % Wohnblöcke. Im selben Jahr starb der fünfte Patriarch Teoctist I. Vier Tage nach seinem Tod erfolgte am 3. August 2007 seine Beisetzung in der Patriarchenkirche. Im nachfolgenden Jahr war die Stadt in der Zeit vom 2. April bis 4. April Gastgeber des XX. NATO-Gipfels. Der Gipfel stand im Zeichen der Ost-Erweiterung und war mit rund 3000 offiziellen Delegierten sowie der gleichen Anzahl von Journalisten das größte NATO-Treffen der Geschichte. In den Gesprächsrunden einigten sich die NATO-Mitglieder auf ein Beitrittsverfahren für die Balkanstaaten Kroatien und Albanien.
Bereits vor dem EU-Beitritt im Jahr 2007 begann man vorrangig die Straßen und U-Bahn-Linien auszubauen. Der Stadtentwicklungsplan sieht zudem Investitionen vor, um die vernachlässigten Stadtteile rascher zu entwickeln. Die im August 2011 fertiggestellte Arena Națională ersetzt zudem das 2008 abgerissene Lia-Manoliu-Stadion. In der Planung befindet sich ein Neustadtprojekt, das Colosseum Commercial Center mit über 480 Geschäften und das Esplanada City Center.
Ende Oktober 2015 ereignete sich eine Brandkatastrophe in Bukarest. In der Strada Tăbăcarilor 7 dabei wurden 64 Menschen getötet und 147 teilweise schwer verletzt. Die Regierung ordnete daraufhin eine dreitägige Staatstrauer an. Am 4. November erklärte Ministerpräsident Ponta sowohl seinen Rücktritt als auch den seines Kabinetts, nachdem es am Vorabend in Verbindung mit der Brandkatastrophe zu massiven Protesten der Bevölkerung gegen die Regierung gekommen war.